# Parc national de Khao Sam Roi Yot
Le parc national de Khao Sam Roi Yot (thaï : อุทยานแห่งชาติเขาสามร้อยยอด ; litt "parc national de la montagne aux trois cents pics"), créé en 1966, est le plus ancien parc national marin de Thaïlande. Sa superficie est de 98 km2 et il est situé dans la province de Prachuap Khiri Khan, dans le centre du pays, à proximité immédiate du golfe de Thaïlande ; et 69 km2 de zones humides y sont classés site Ramsar depuis 2008. Il se trouve à environ 60 km au sud de Hua Hin.
Dans ce site, on trouve la plus vaste région de terres marécageuses abritant des roselières à phragmites karka en Thaïlande.

## Histoire
C'est dans les marais d'eau douce de Khao Sam Roi Yot, le 18 août 1868, que le roi Mongkut (Rama IV) invita sa cour et quelques dignitaires européens pour y observer une éclipse totale du soleil dont il avait lui-même calculé la date et le lieu. Ses calculs scientifiques se révélèrent exacts et très précis. Ce fut ainsi la fin de la vieille croyance populaire en Rahu, le géant qui avalait le soleil ou la lune dans sa grande bouche, provoquant des éclipses.

## Géographie
Le parc national de Khao Sam Roi Yot est constitué de 21 km2 de mer et de 77 km2 de terre.
Il inclut :

- 35 km2 de marais d'eau douce (sur les 69 km2 : les autres marais d'eau douce, soit 34 km2, ayant été transformés en ferme d'élevage de crevettes, n'appartiennent pas au parc national).

L'étang aux lotus de Bung Bua Nature Study Center (près de 1 km2, 500 rai) est aménagé pour la promenade et la contemplation de la nature avec un chemin de bois sur pilotis et des salas-pavillons où l'on peut s'abriter de la pluie et du soleil ;

Étang aux lotus de Bung Bua Nature Study Center
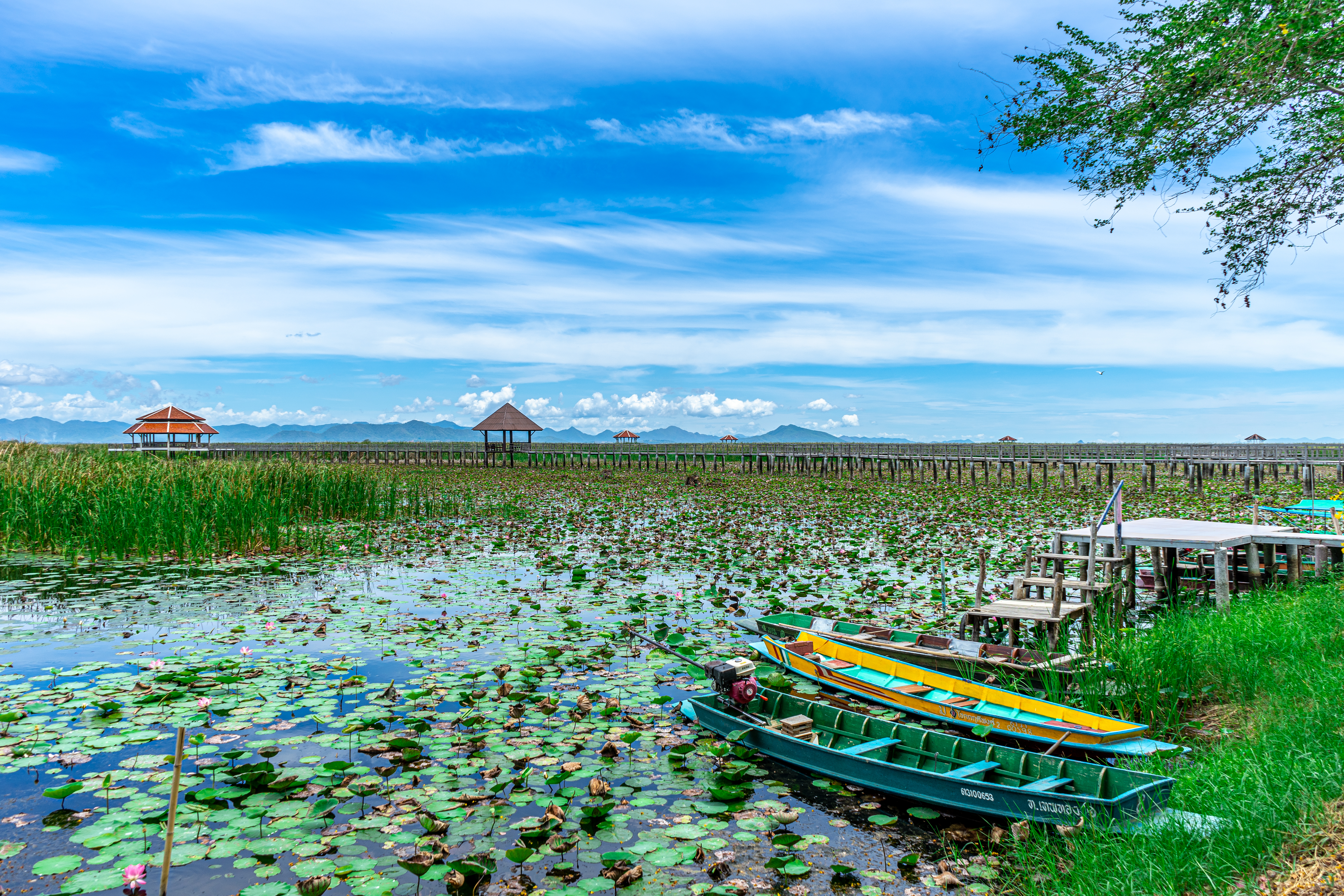
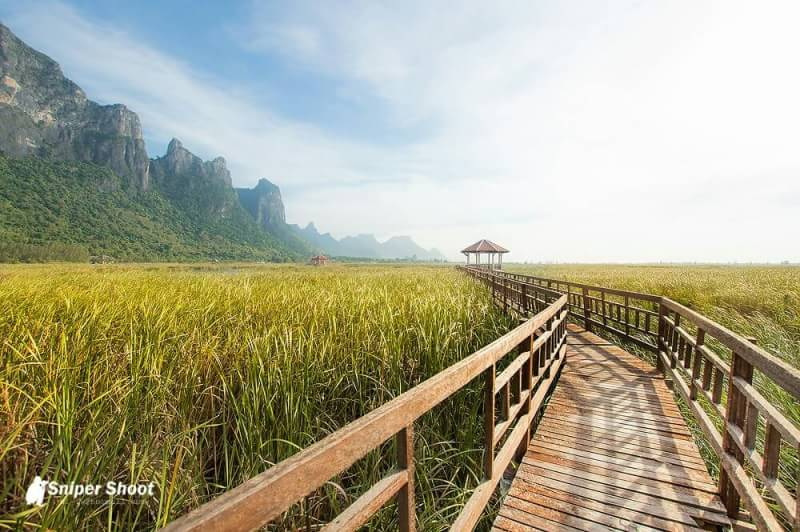
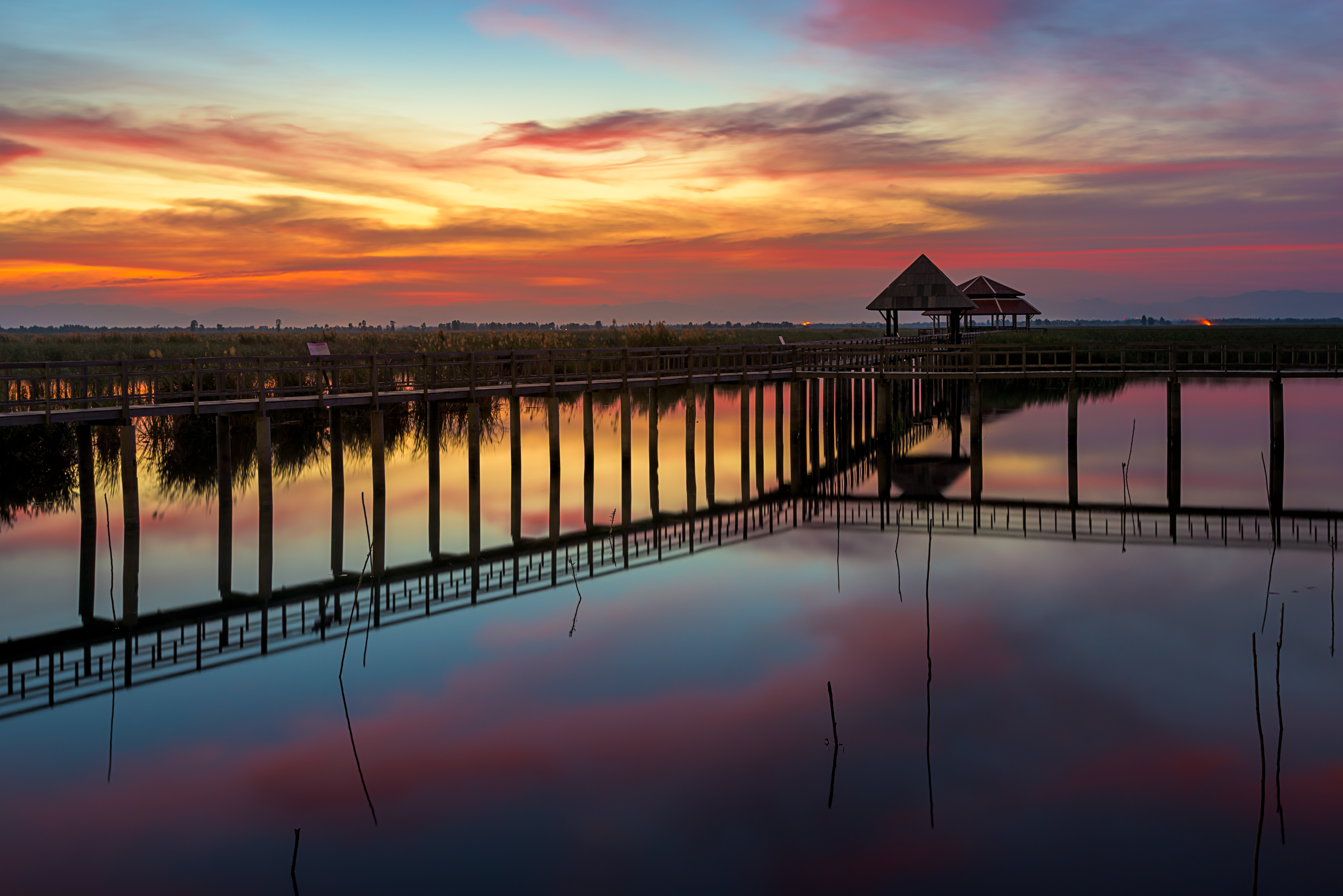

- un massif calcaire de pics spectaculaires dont le Khao Yai, le Khao Tham Prathun, le Khao Daeng, le Khao Hup Chan et le Khao Kan Bandai. Le plus fréquenté est le Khao Daeng (เขา แดง ; la montagne rouge), célèbre pour son point de vue et sa nombreuse population de singes macaques crabiers présente toute l'année. Le pic le plus haut culmine à 605 m.

Montagne aux trois cents pics
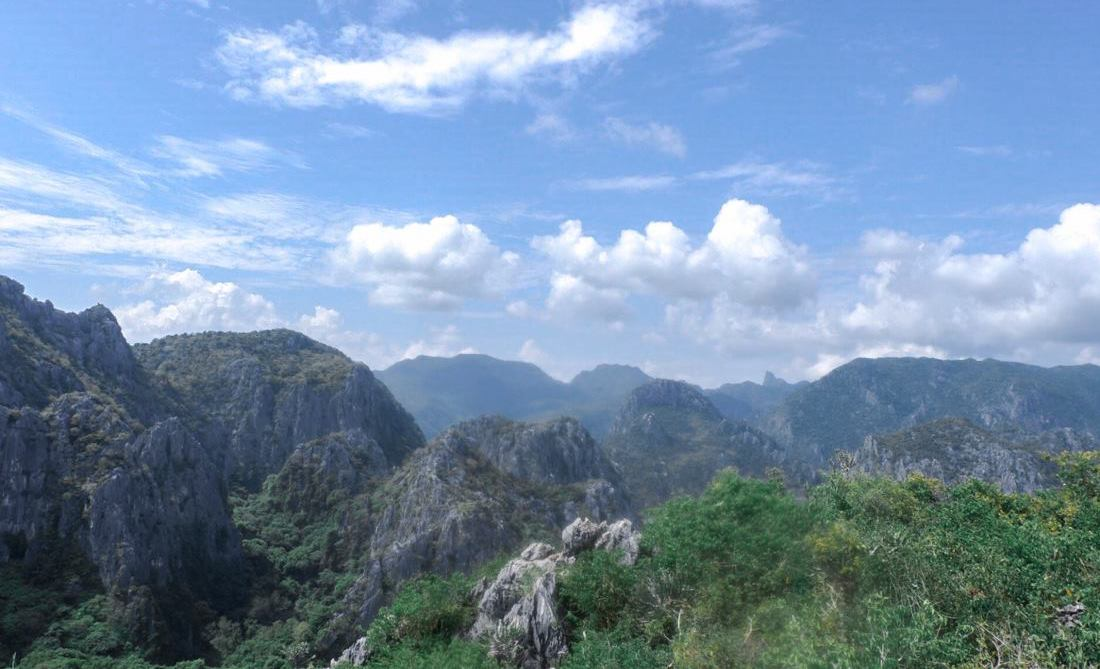
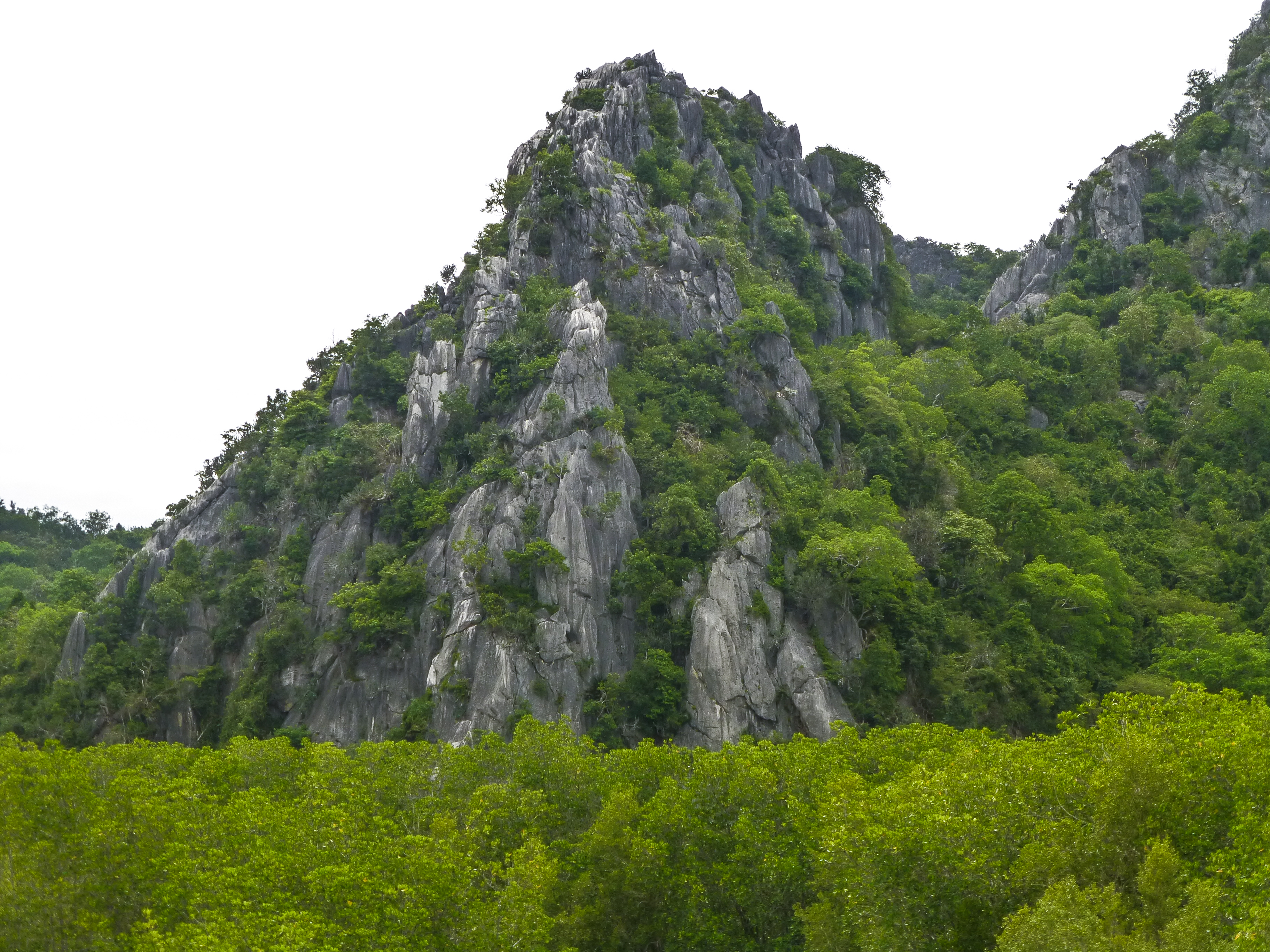
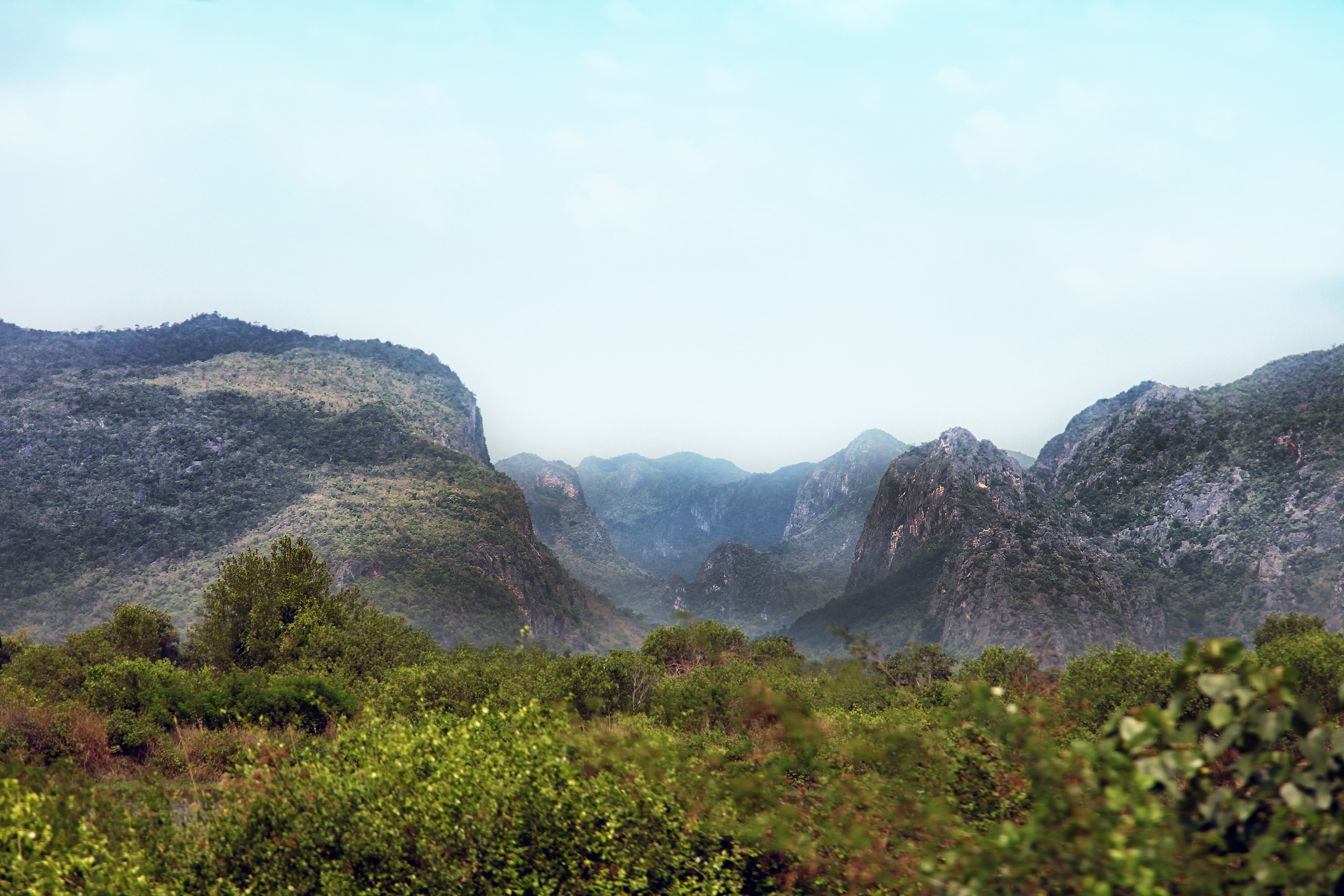
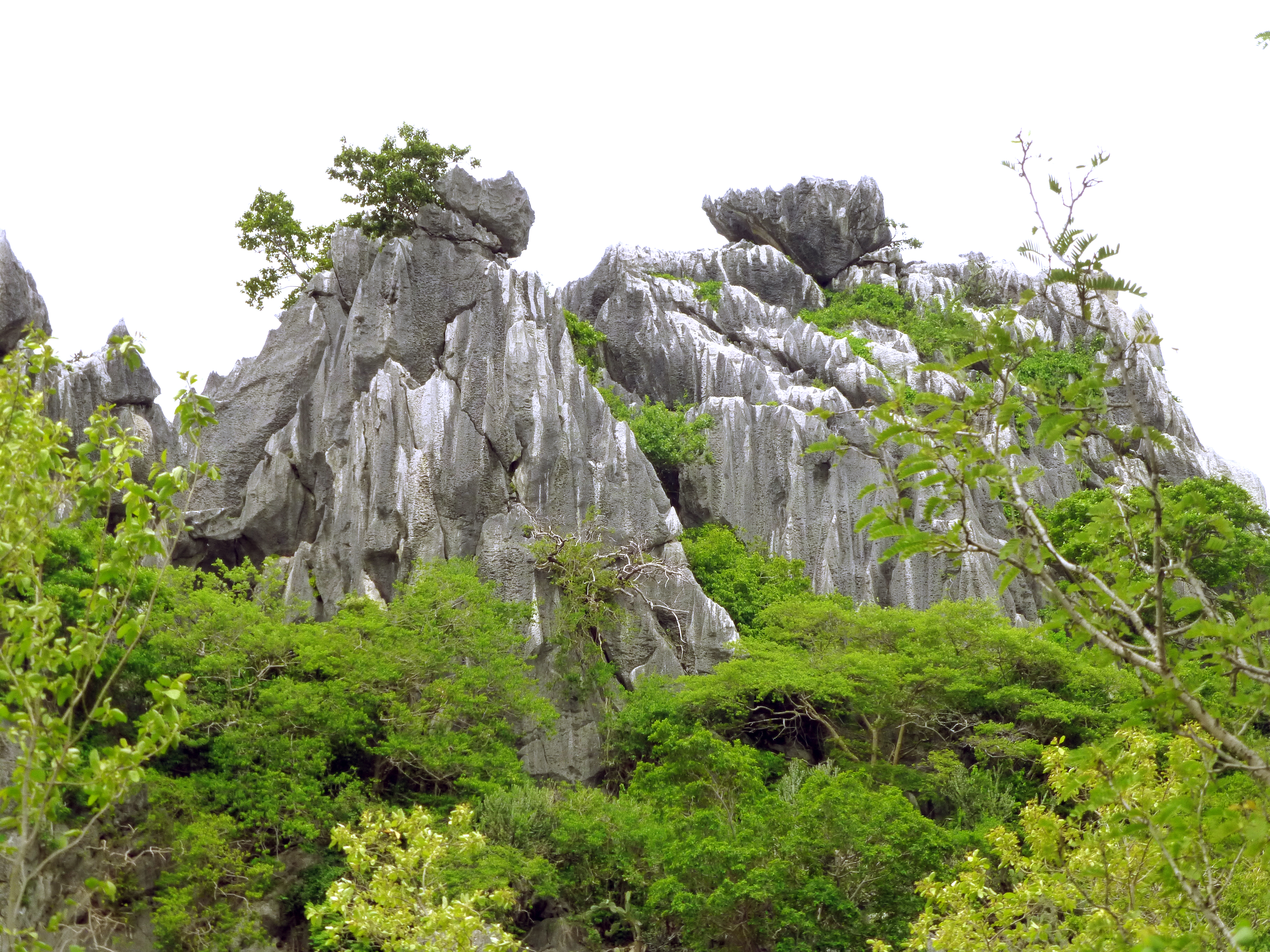
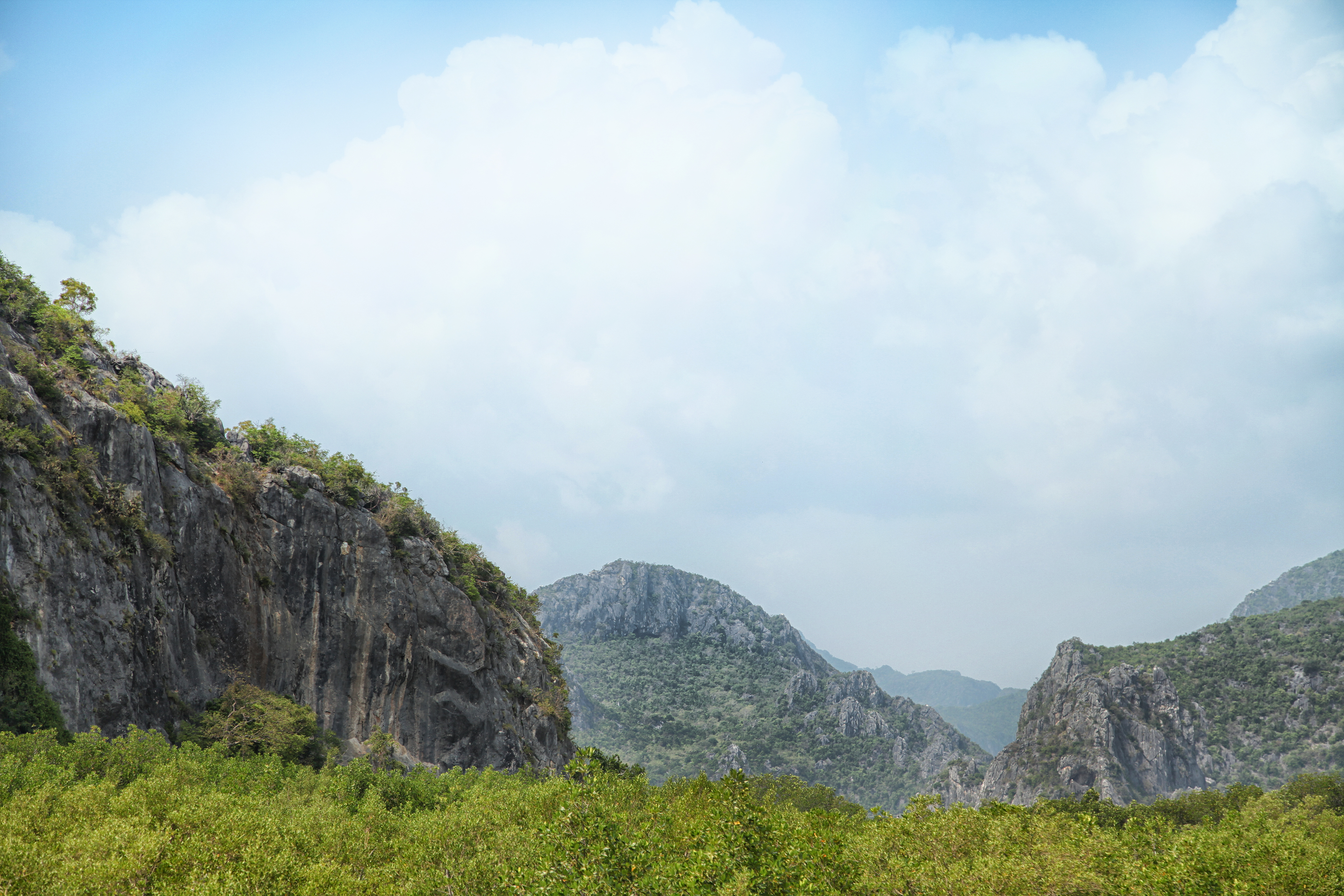

Grotte de Kaew

Ces montagnes sont baignées de cascades et truffées de grottes où jadis les bandits de grands chemins se réfugiaient.

La cavité la plus visitée est la célèbre grotte de Phraya Nakhon avec son mystérieux et majestueux pavillon royal Kuha Karuhas (พระที่นั่งคูหาคฤหาสน์) construit en 1896 pour accueillir le roi Chulalongkorn (Rama V) lors de ses déplacements. Comme il n'y a pas de route pour y accéder directement, il faut d'abord aller au village de Bang Pu puis, ce qui ajoute du charme à la visite, soit suivre un sentier pédestre dans la montagne ou alors prendre le bateau et, après environ 20–30 minutes de voyage, on arrive à la superbe plage de Laem Sala ; ensuite, il ne reste plus qu'à marcher environ 400 m pour atteindre l'entrée de la grotte de Phraya Nakhon. Quand il fait beau, le pavillon royal est éclairé par les rayons du soleil entre 10h30 et 11h30 du matin. 

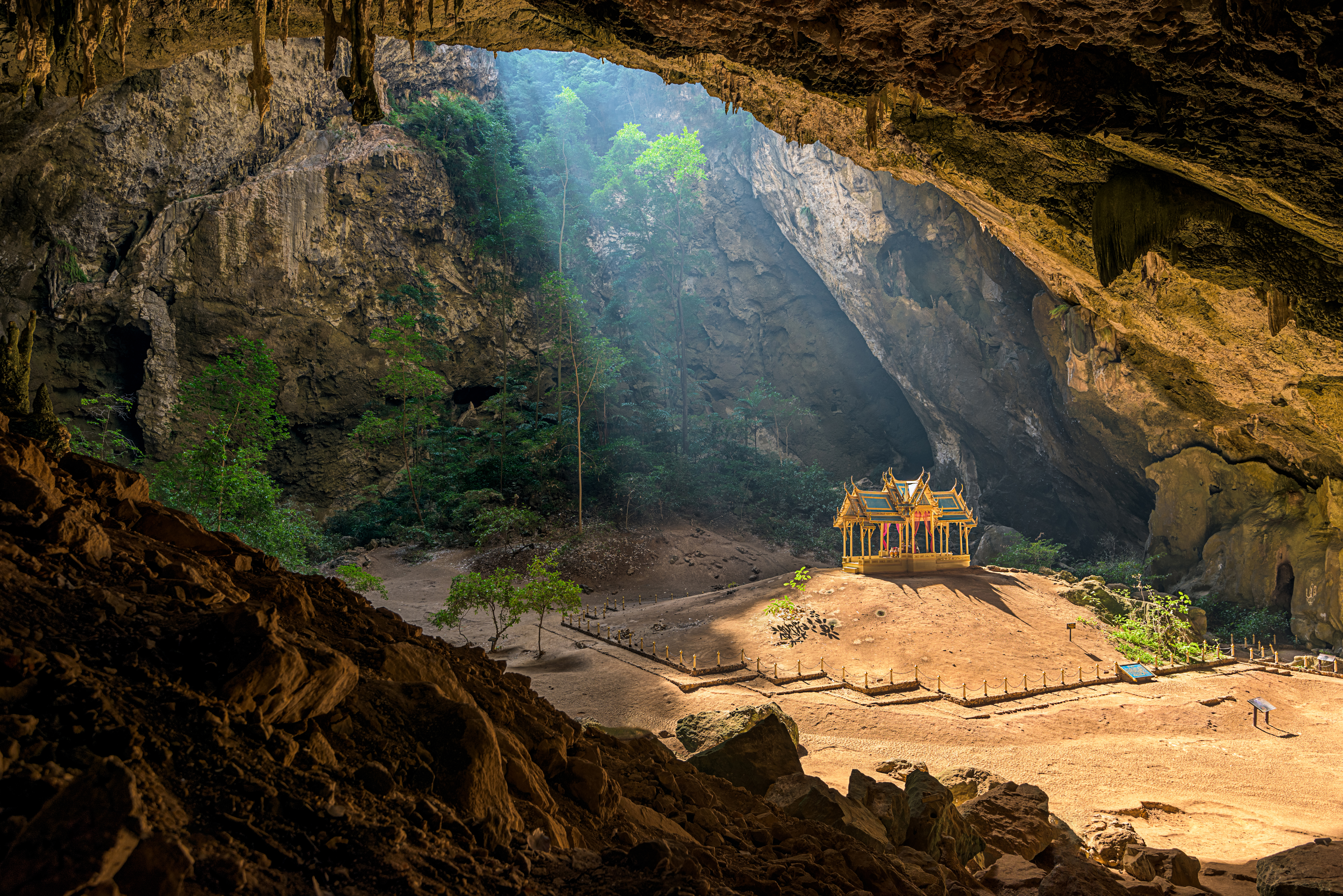
Pavillon royal à l'intérieur de la grotte de Phraya Nakhon.

On peut de plus explorer les grottes Kaeo (Kaew ; ถ้ำ แก้ว) et Sai (ถ้ำ ไทร). Des archéologues ont aussi découvert, il y a peu de temps, des grottes ornées de peintures préhistoriques, ;
- et un rivage de mangroves avec deux splendides plages de sable blanc, la plage de Laem Sala (หาด แหลมศาลา) et la plage de Sam Phraya (หาด สามพระยา).

Mangroves
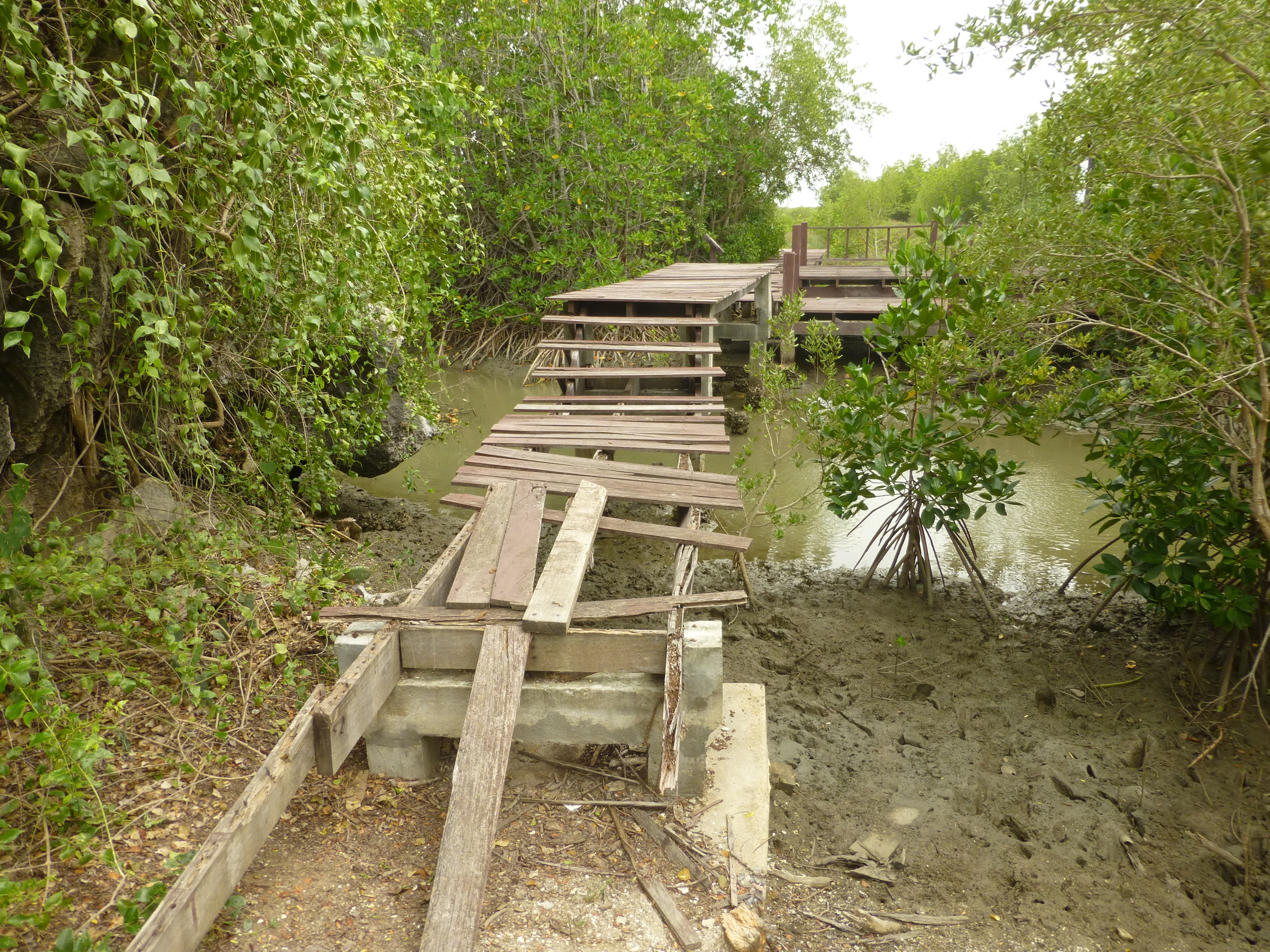
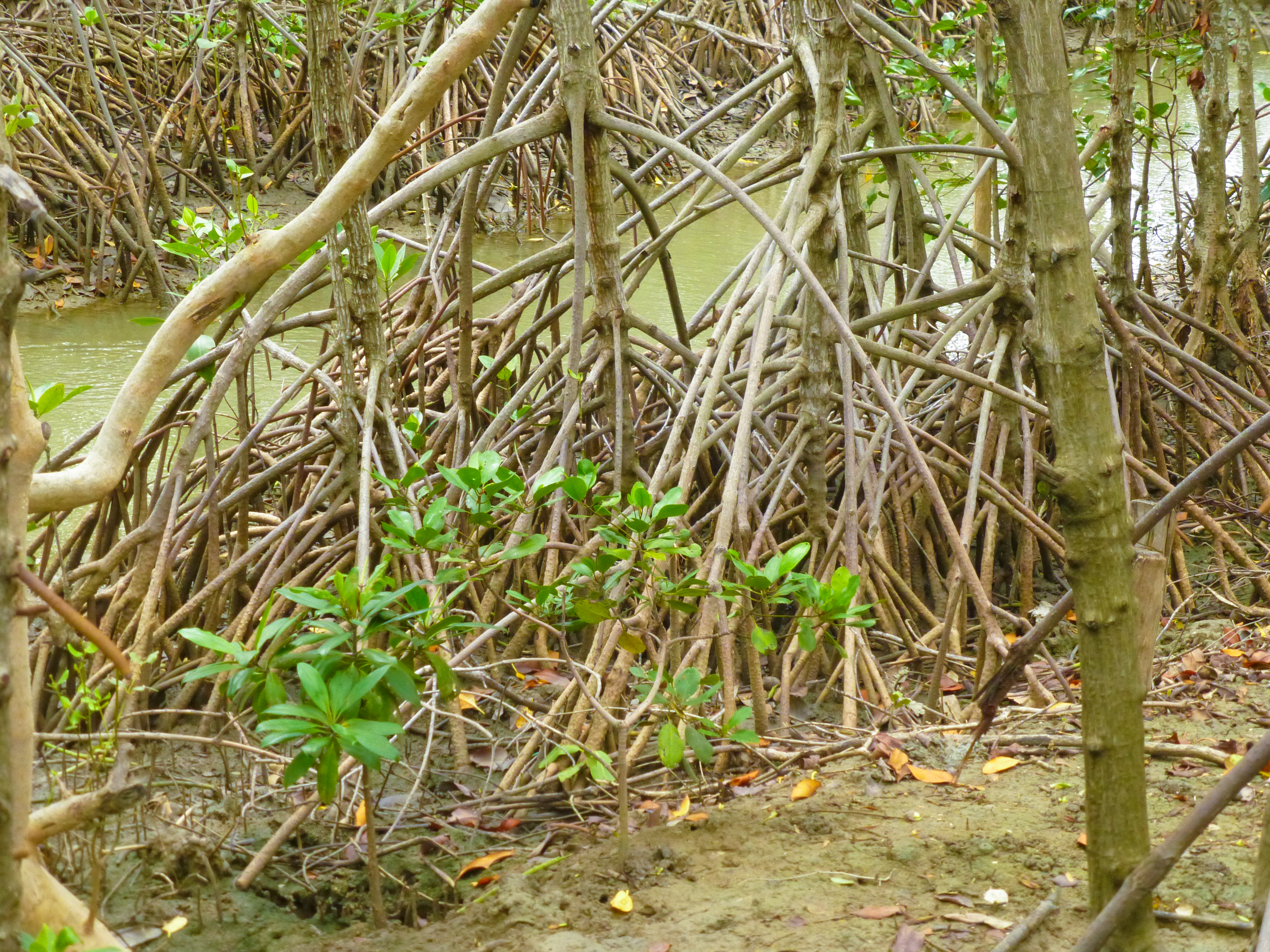
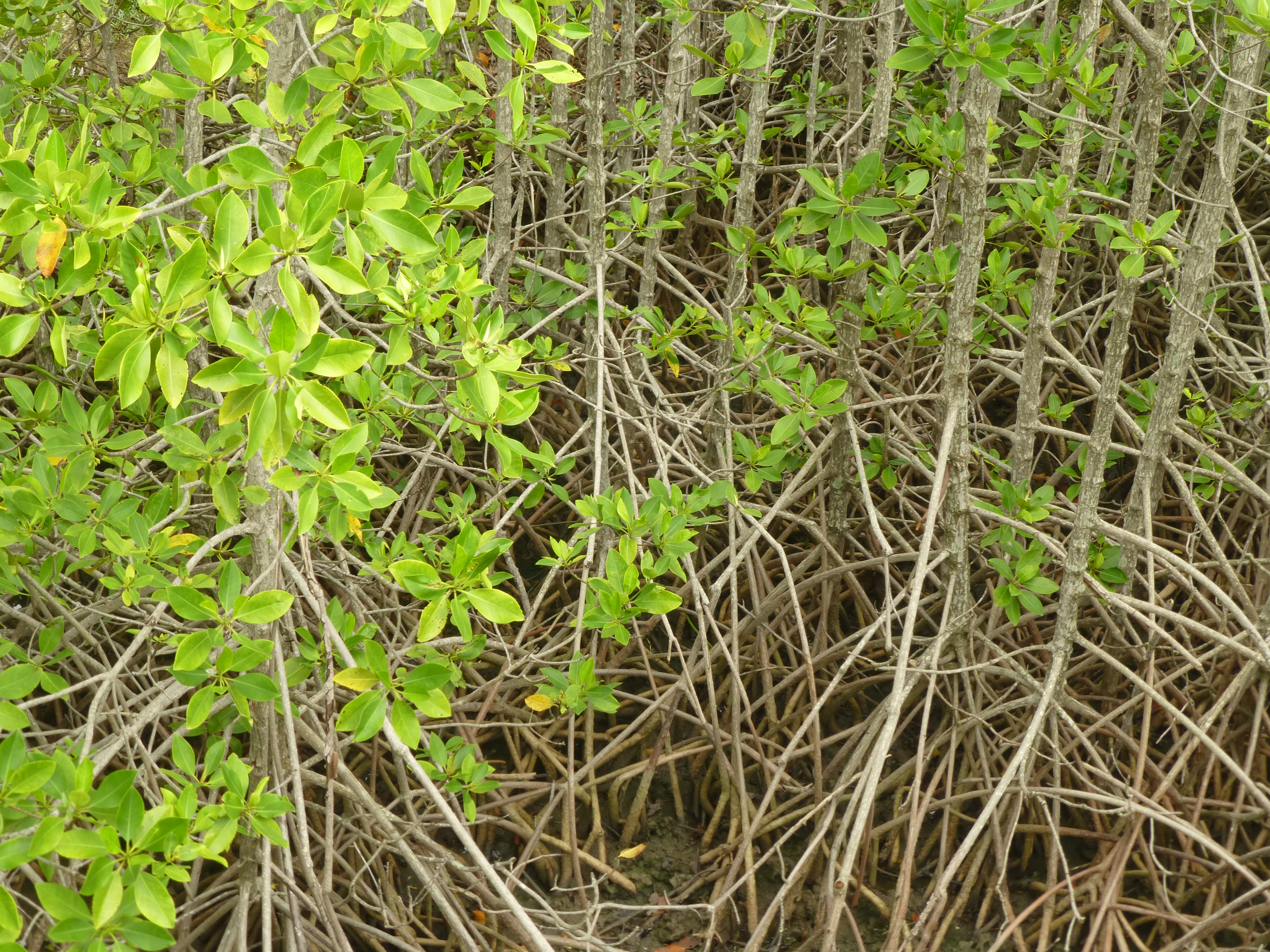
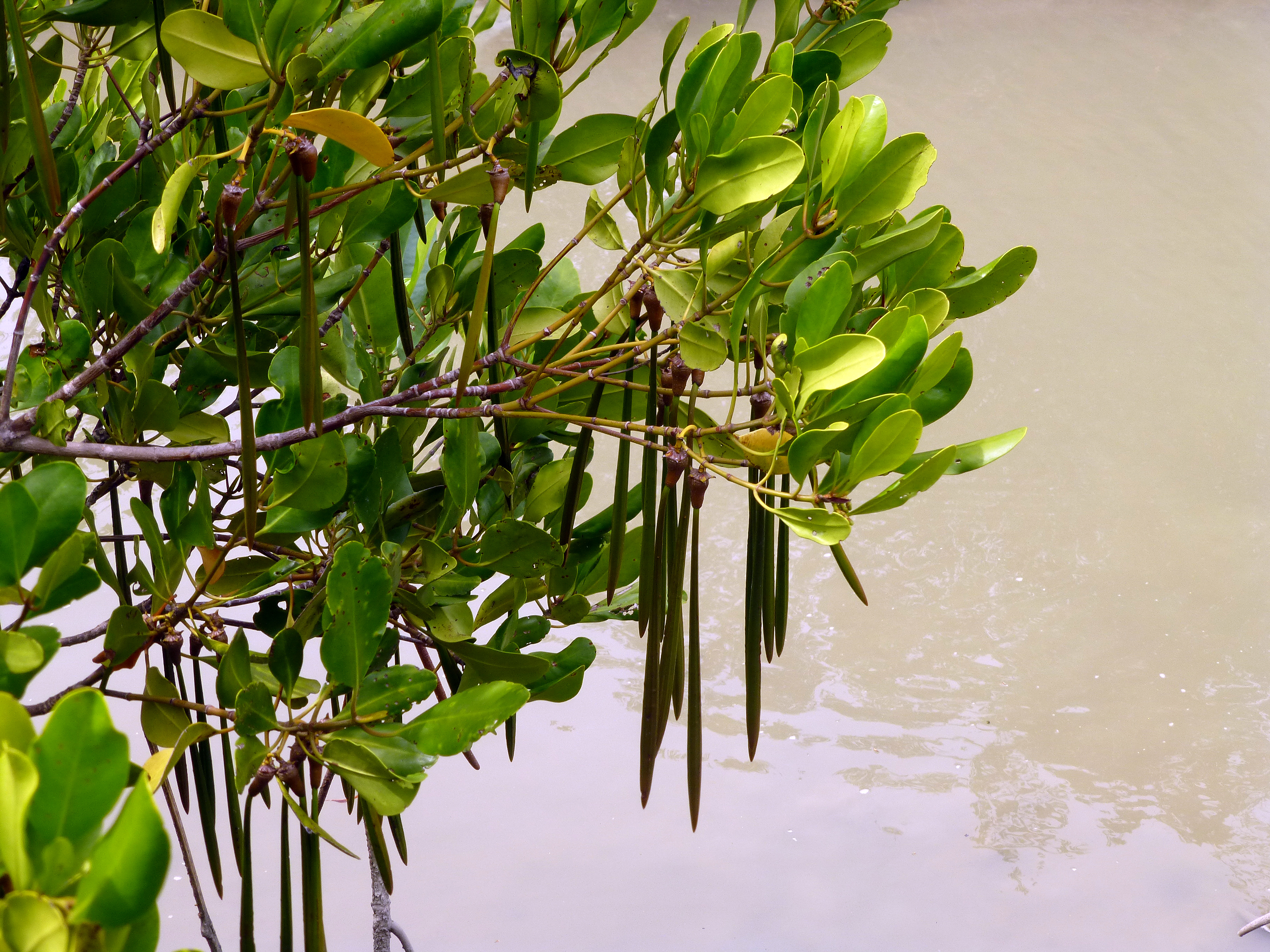

On peut, en prenant le bateau au village de Khao Daeng, naviguer pendant environ une heure sur le Khong Khao Daeng (คลอง เขาแดง ; Klong ou canal de la montagne rouge, un canal long de quatre kilomètres) afin d'admirer la mangrove et sa riche biodiversité : forêt de palétuviers, très nombreux oiseaux (martins-pêcheurs...), singes macaques crabiers, crabes, crevettes, coquillages, poissons etc.

Plages
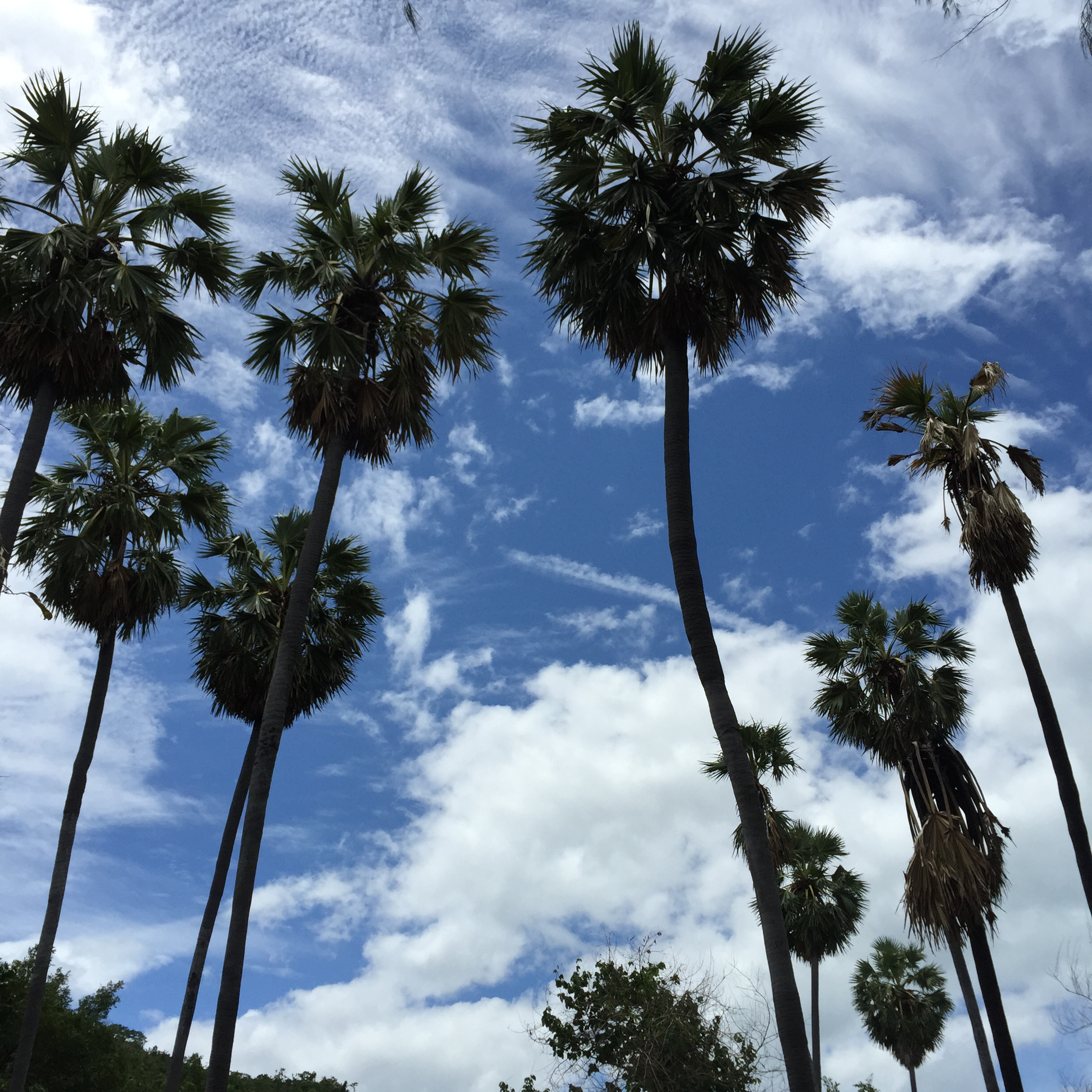
Palmiers.
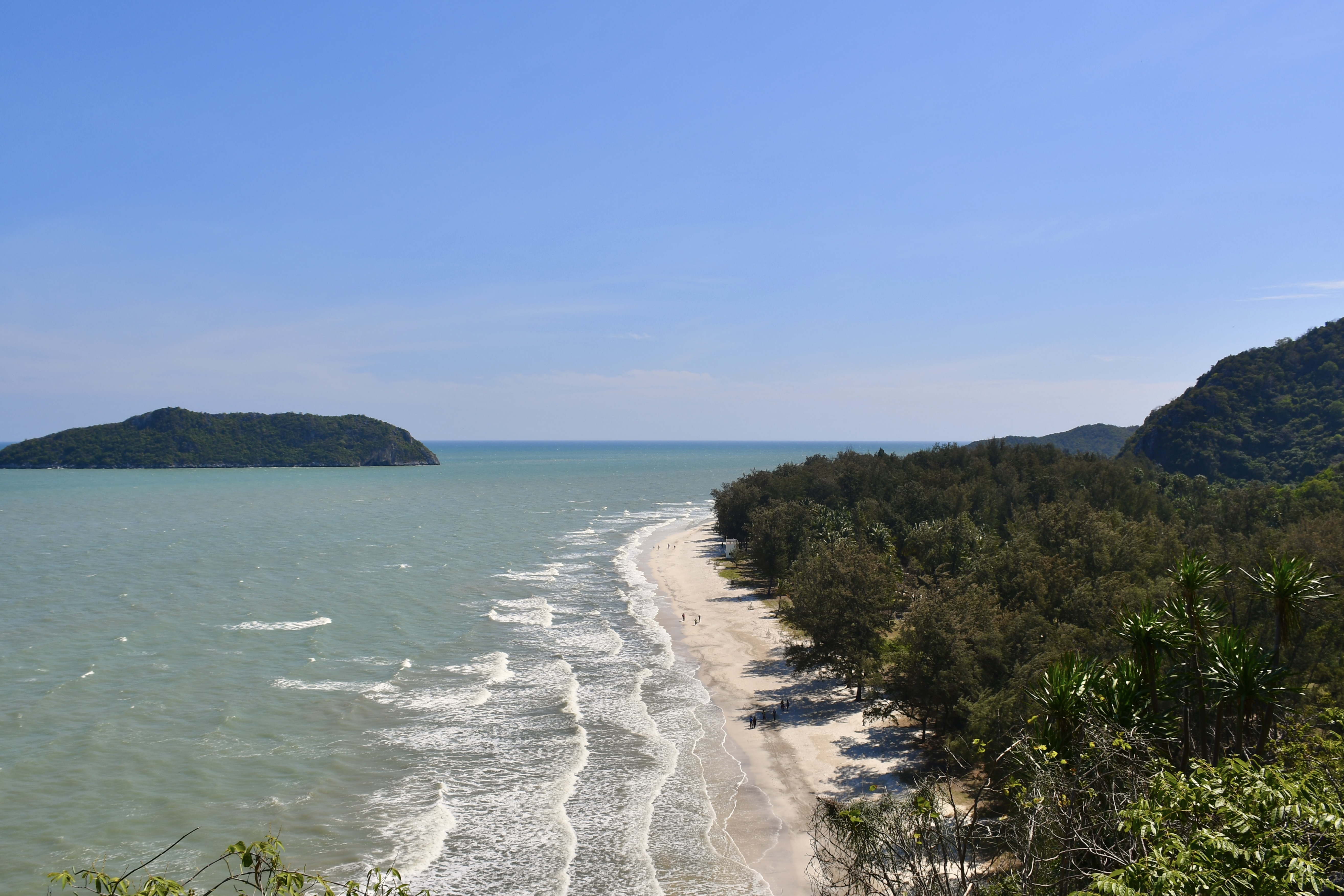
Plage de Laem Sala.
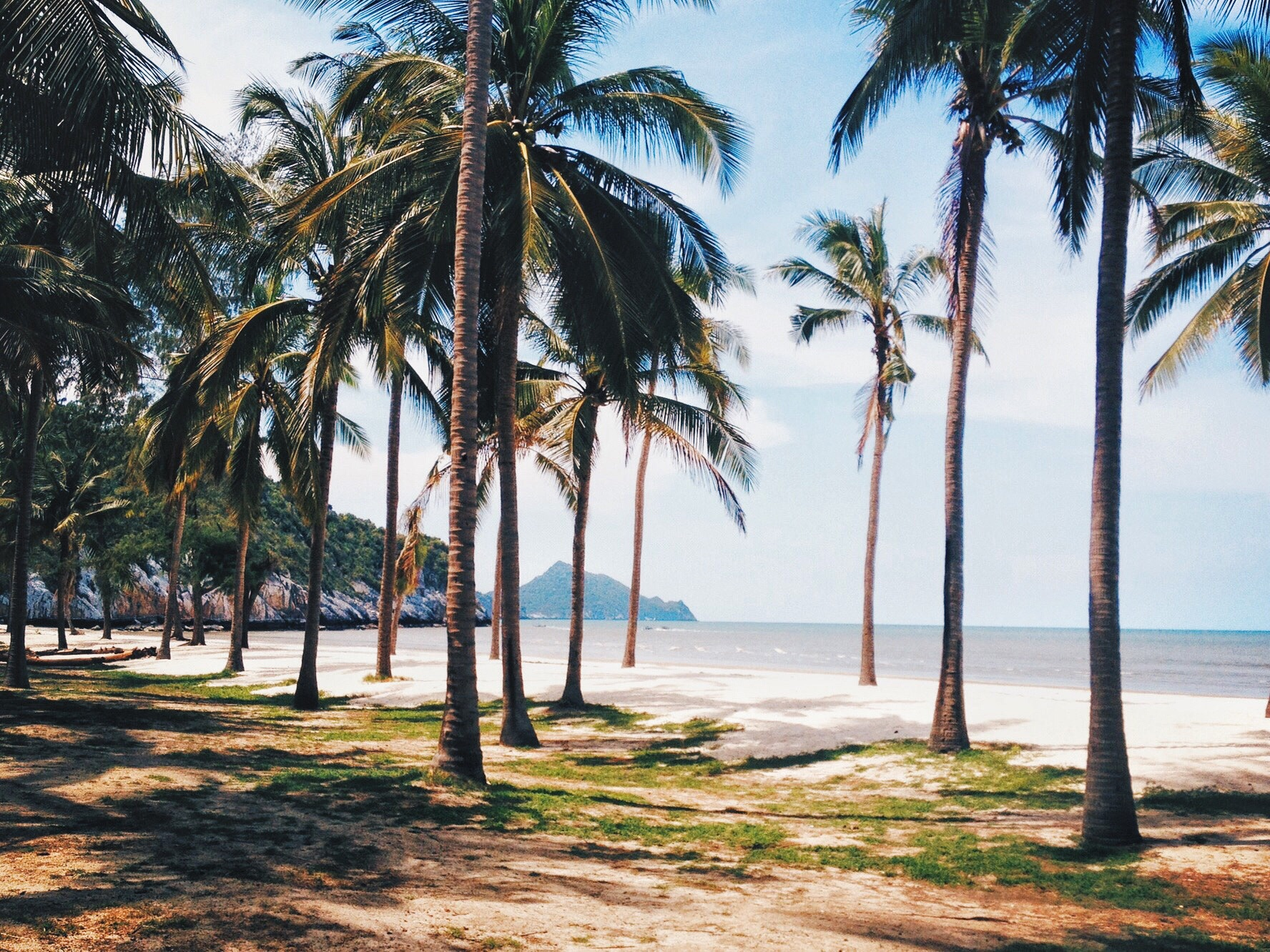
Cocotiers.

Sur la plage de Laem Sala, on ne rencontre pas de macaques crabiers mais on voit beaucoup de semnopithèques obscurs.

## Population
Le parc national de Khao Sam Roi Yot est le lieu de vie d'environ 5 000 familles réparties dans 27 villages (en 2007). Presque tout le monde dépend du marais pour sa subsistance : pêche de poissons d'eau douce, récolte de plantes et fruits sauvages, pâturage du bétail et agriculture. Actuellement, l'aquaculture et le tourisme se développent.

## Flore
Dans le parc de Khao Sam Roi Yot, il y a au moins 292 espèces de plantes dont 174 espèces de plantes aquatiques.

### Plantes des marais d'eau douce
On voit dans les marais des plantes aquatiques caractéristiques: des roseaux dont des phragmites karka ; le jonc ordinaire arundo donax (canne de provence) ; le taro colocasia esculenta, un des plus anciens légumes cultivés, et le leucocasia gigantea; des laitues d'eau et des châtaignes d'eau chinoises ; des lotus sacrés et des lotus tigrés... et des plantes moins connues comme le cornifle immergé ; l'hymerachne pseudointerrupta ; les plantes herbacées hydrilla verticillata, neyraudia reynaudiana et la naïade najas graminea ; la fougère trèfle d'eau nain marsilea crenata ; la plante carnivore utricularia aurea aux fleurs jaunes etc.

### Plantes des monts calcaires
Dans les montagnes, la forêt tropical est constituée de dragonniers de Cochinchine, de cycas dont l'Assam cycas, d'euphorbia lacei Craib, de capparaceae crateva magna, de diospyros mollis, d'afzelia xylocarpa, de wrightia arborea et wrightia lanceolata, de chloranthus erectus etc.

### Plantes des mangroves
Dans les mangroves poussent des arbres palétuviers noirs avicennia marina, palétuviers rouges rhizophora apiculata, palétuviers rhizophora mucronata et palétuviers ceriops tagal ; des palmiers dont des palmiers d'eau nypas fruticans ; des arbustes dont des clerodendrum inerme ; des plantes succulentes herbacées telles le sésuve à fleurs de pourpier ; mais aussi des plantes beaucoup moins connues comme des excoecaria agallocha et de xylocarpus moluccensis etc.

### Plantes des bords de plages
On trouve, au bord des plages de Laem Sala et Sam Phraya, des palmiers dont des cocotiers, des filaos (pins australiens), des arbres badamiers, des petits « arbres » pandanus tectorius, des patates à Durand ainsi que des arbres manilkara hexandra et des atalantias monophylla etc.

## Faune
Le parc national de Khao Sam Roi Yot abrite près de 500 espèces remarquables parmi lesquelles plus de 16 espèces de mammifères, 357 espèces d'oiseaux, 17 espèces de reptiles, 11 espèces d'amphibiens et 41 espèces de poissons d'eau douce.

### Plus de 16 espèces de mammifères
Dans les forêts tropicales des montagnes de Khao Sam Roi Yot vivent des primates macaques crabiers, semnopithèques obscurs et loris lents ; des carnivores linsangs rayés et civettes palmistes communes, mangoustes de Java, chats léopards birmans et chats pêcheurs ; des herbivores petits cerfs aboyeurs Muntjacs, des petits cerfs-souris Kanchil et des saros d'Indochine ; des sangliers (cochons sauvages) ; des porcs-épics de Malaisie ; des rats noirs ; des lièvres du Siam (ou lièvres du Birmanie) et des chauves-souris.

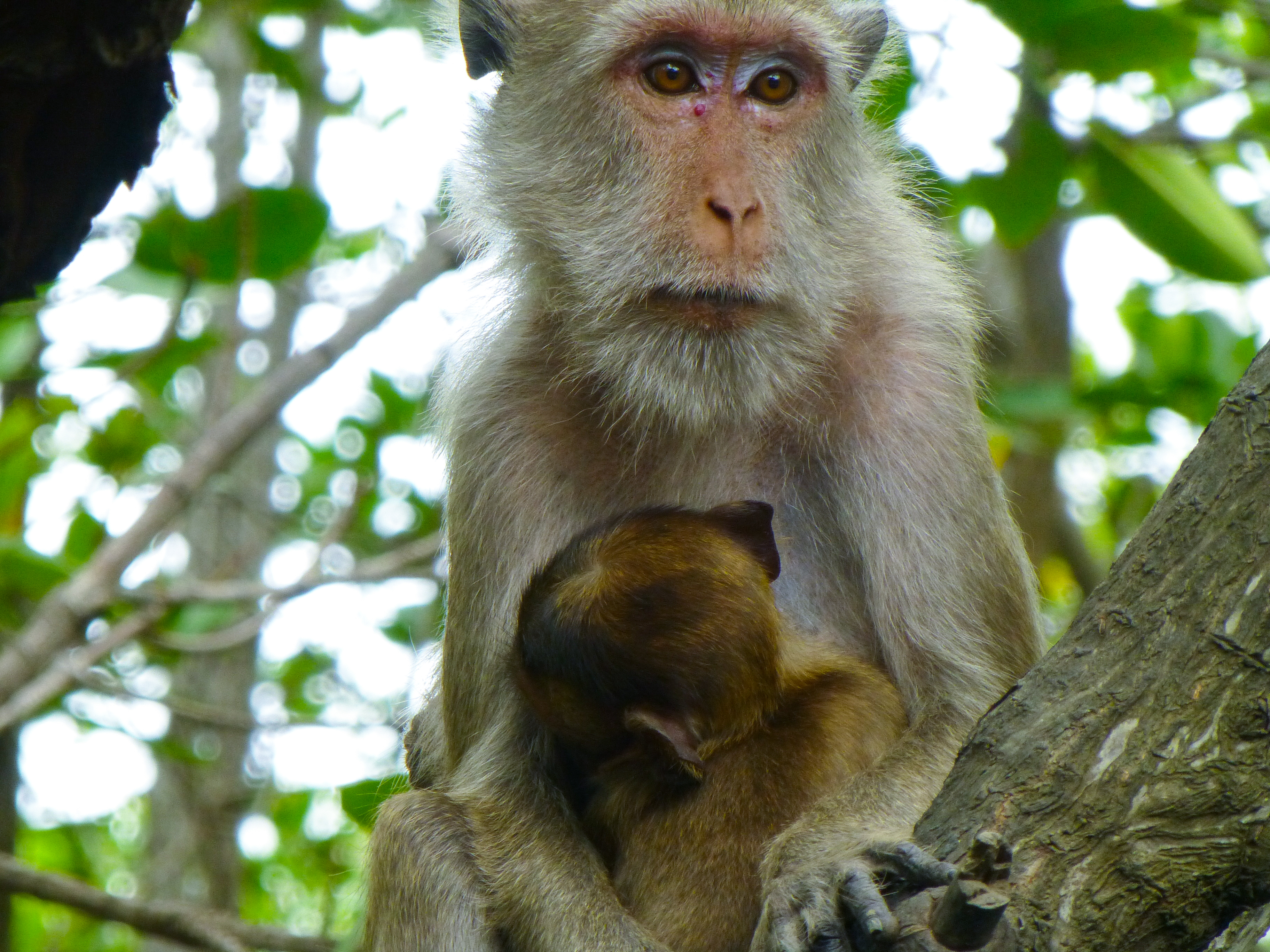
Macaque crabier et son petit
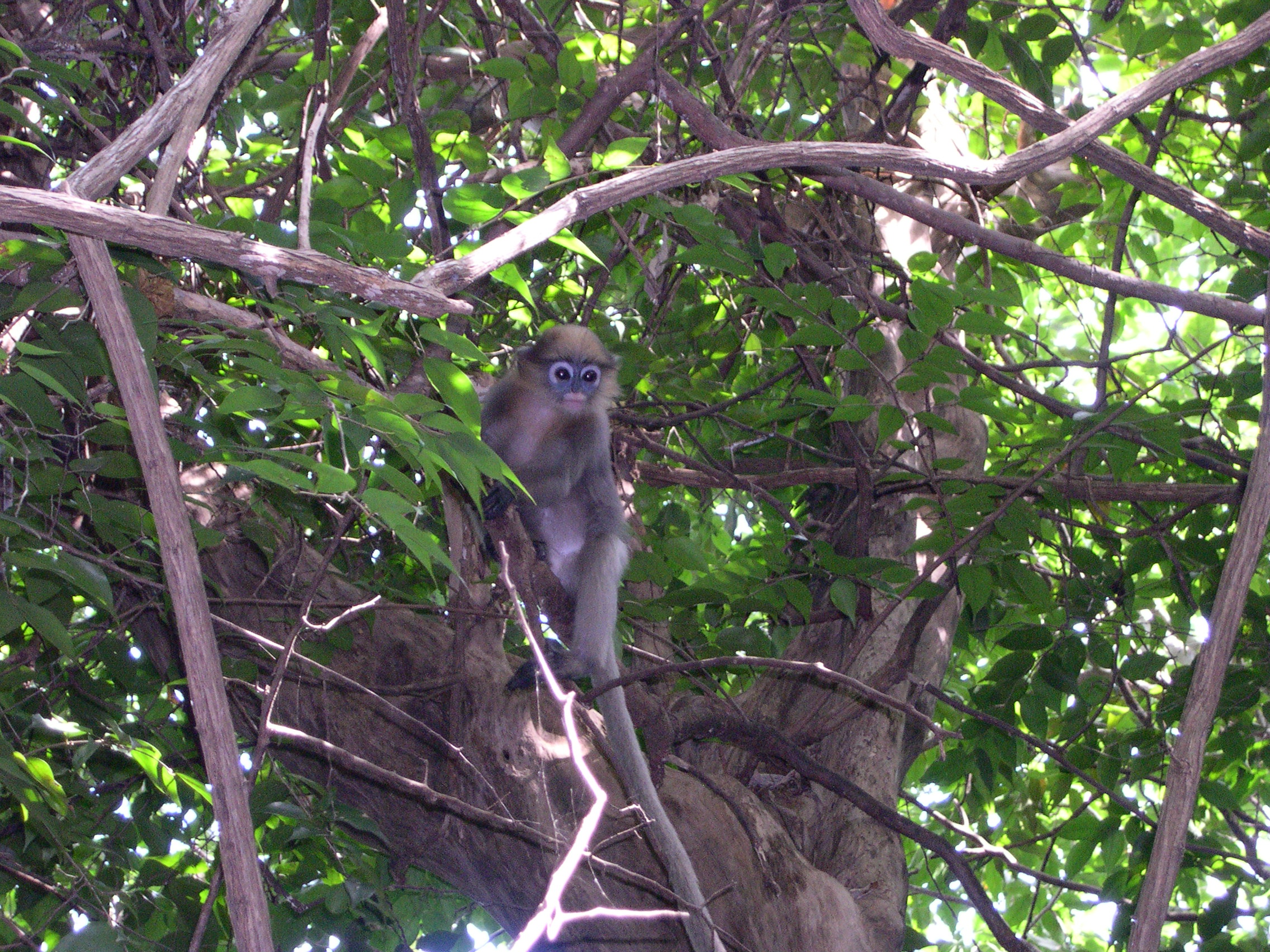
Semnopithèque obscur
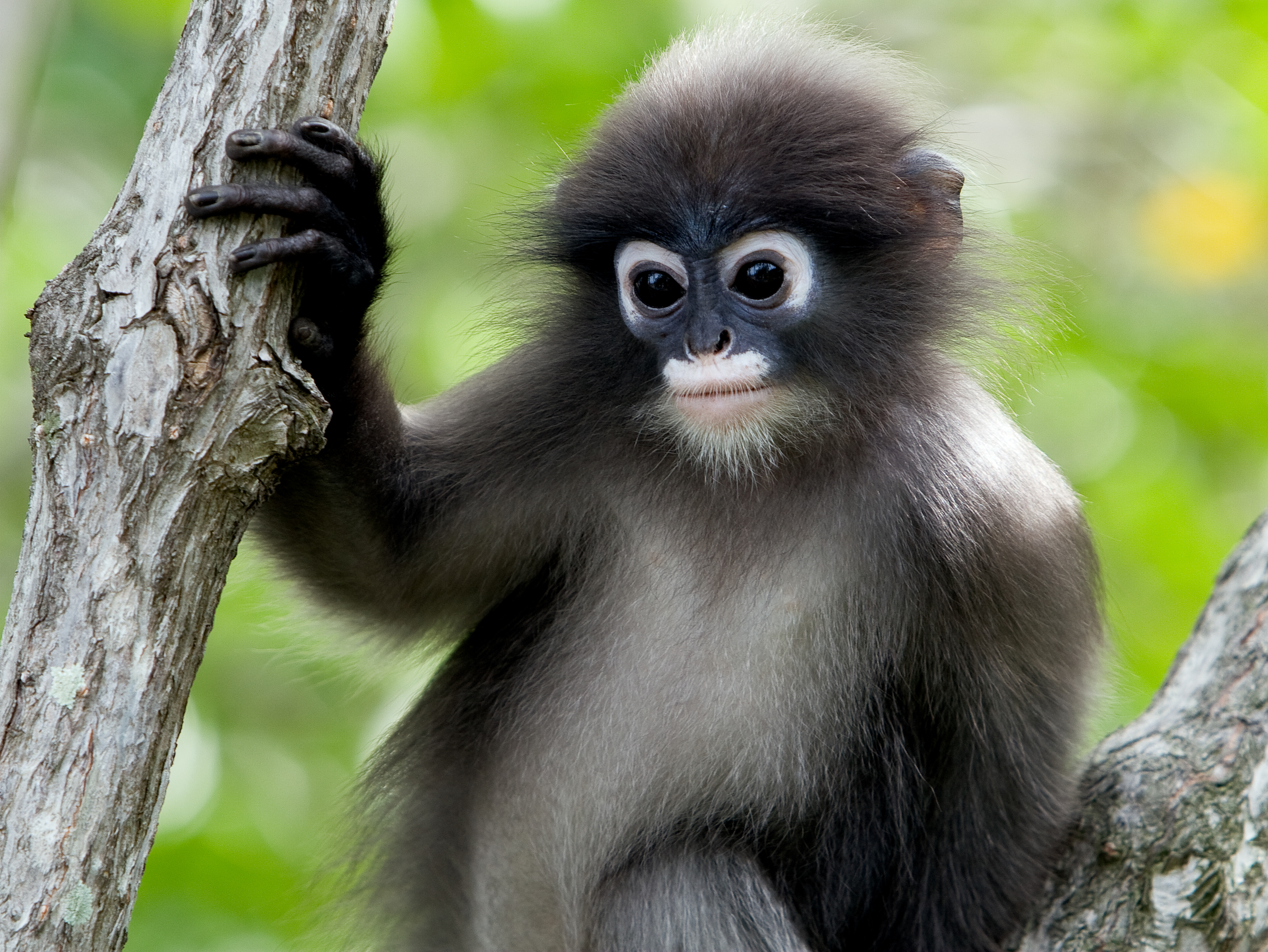
Semnopithèque obscur
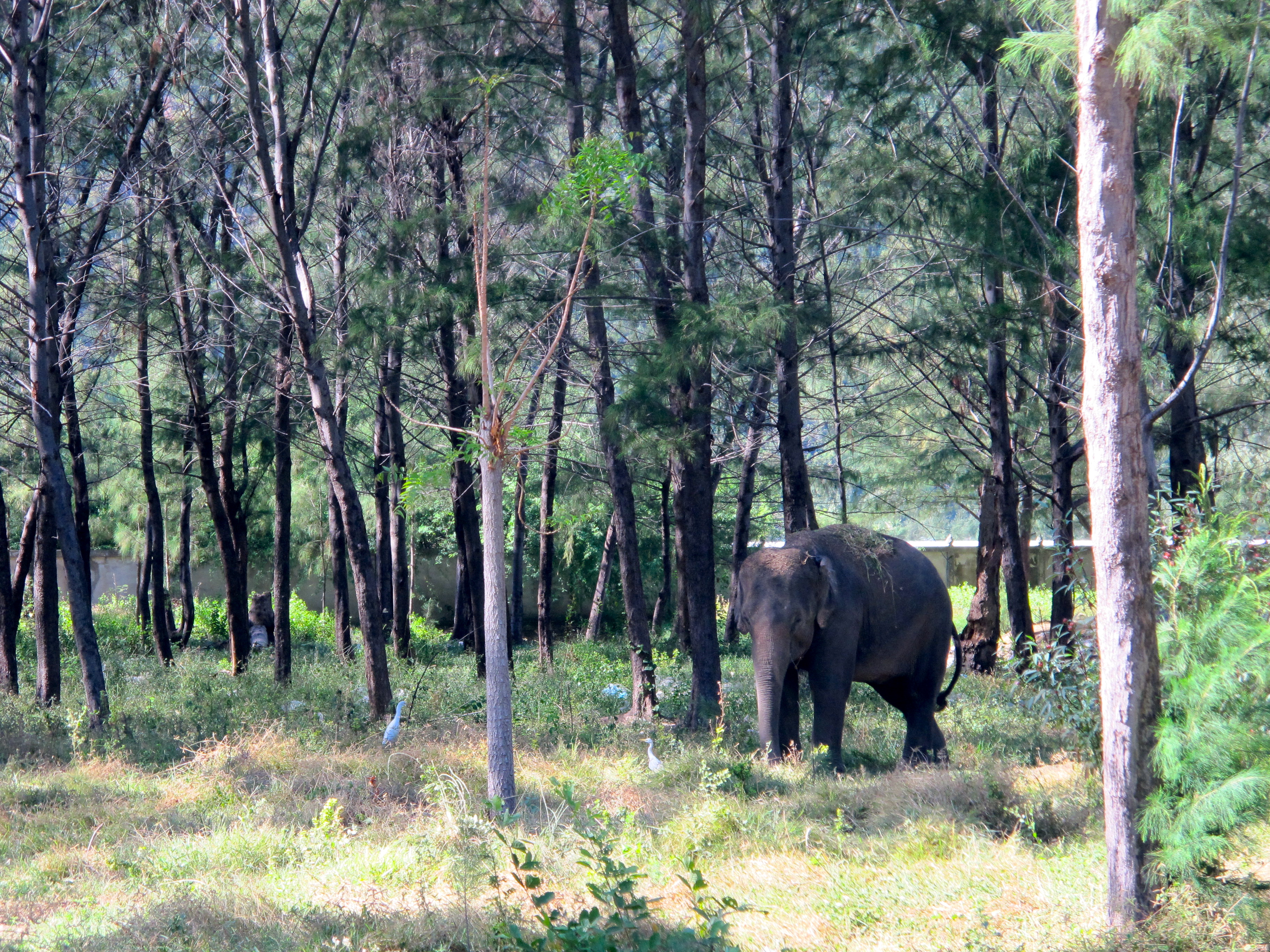
Éléphant rencontré en chemin vers la grotte de Phraya Nakhon

Tous ces mammifères sont difficiles à observer excepté les macaques crabiers que l'on voit en vastes colonies sur l'île aux singes et au point de vue de Khao Daeng (panorama de la montagne rouge) ; et les semnopithèques obscurs qui sont nombreux dans la forêt de la plage de Laem Sala.
Le long de la côte, on aperçoit souvent des grands dauphins et des grands dauphins de l'océan indien et beaucoup plus rarement des dauphins de l'Irrawaddy.

### 357 espèces d'oiseaux
La moitié des espèces d'oiseaux vit en permanence dans le parc national ; l'autre moitié des espèces d'oiseaux sont des oiseaux migrateurs qui ne sont que de passage, en général en janvier et février.
Il y a des pluviers de Péron et des pluviers à collier interrompu, des vanneaux indiens et des vannelus cinereus ; des marouettes grises et des marouettes ponctuées, des râles d'eau et des sternes naines ; des aigles criards, des aigles des steppes, des busards d'Orient et des pygargues blagres ; des faucons aldrovandins ; des bécassins d'Asie, des bécasseaux spatules, des bécassines sourdes, des courlis de Sibérie et des chevaliers stagnatiles ; des dendrocygnes siffleurs ; des hérons cendrés et des hérons pourprés ; des tantales indiens... et aussi des oiseaux passereaux capucin à dos marron, rousserolle mandchoue et rousserolle isabelle, tisserin manyar etc.

### 17 espèces de reptiles
3 espèces de geckos sont endémiques de Khao Sam Roi Yot : le cyrtodactylus samroiyot, le dixonius de Sam Roï Yot (dixonius kaweesaki) et le cnemaspis lineogularis. Vivent aussi 3 autres espèces de geckos beaucoup plus communes : le gehyra fehlamni et le margouillat blanc (gehyra mutilata) ainsi que le gecko des habitations tokay.

On voit aussi des agames leiolepis belliana et des scinques isopachys gyldenstolpei.

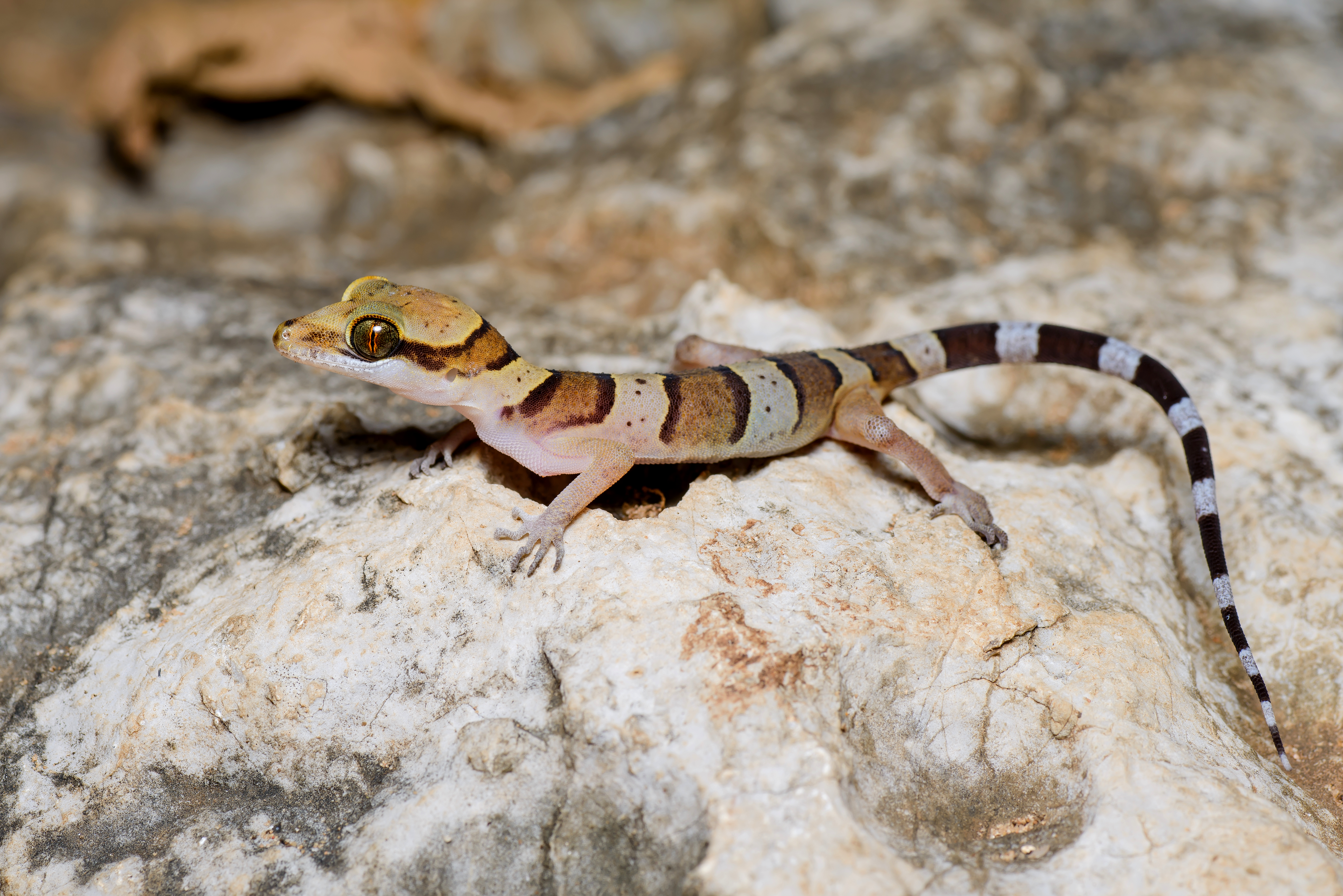
Gecko cyrtodactylus samroiyot
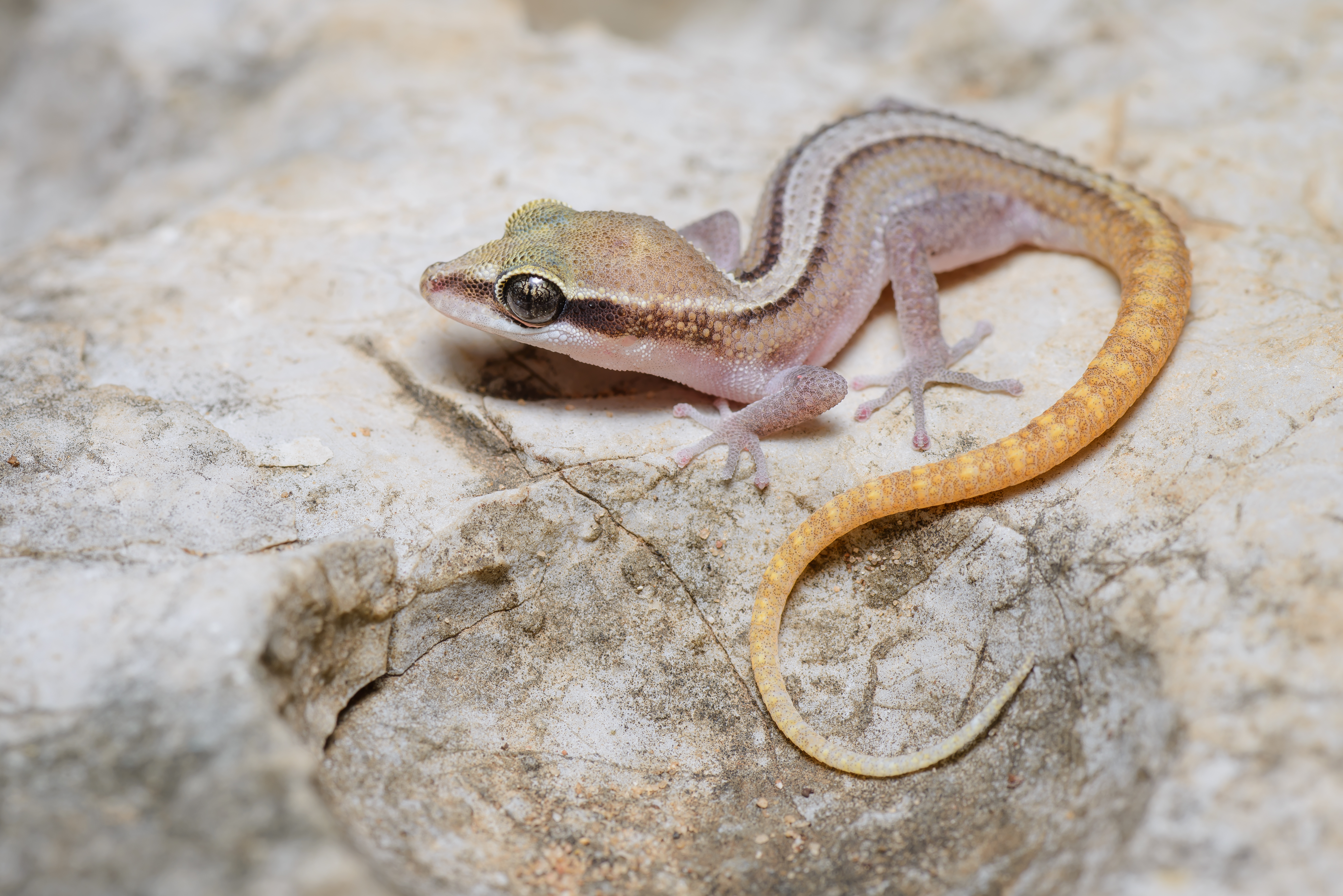
Gecko dixonius de Sam Roï Yot
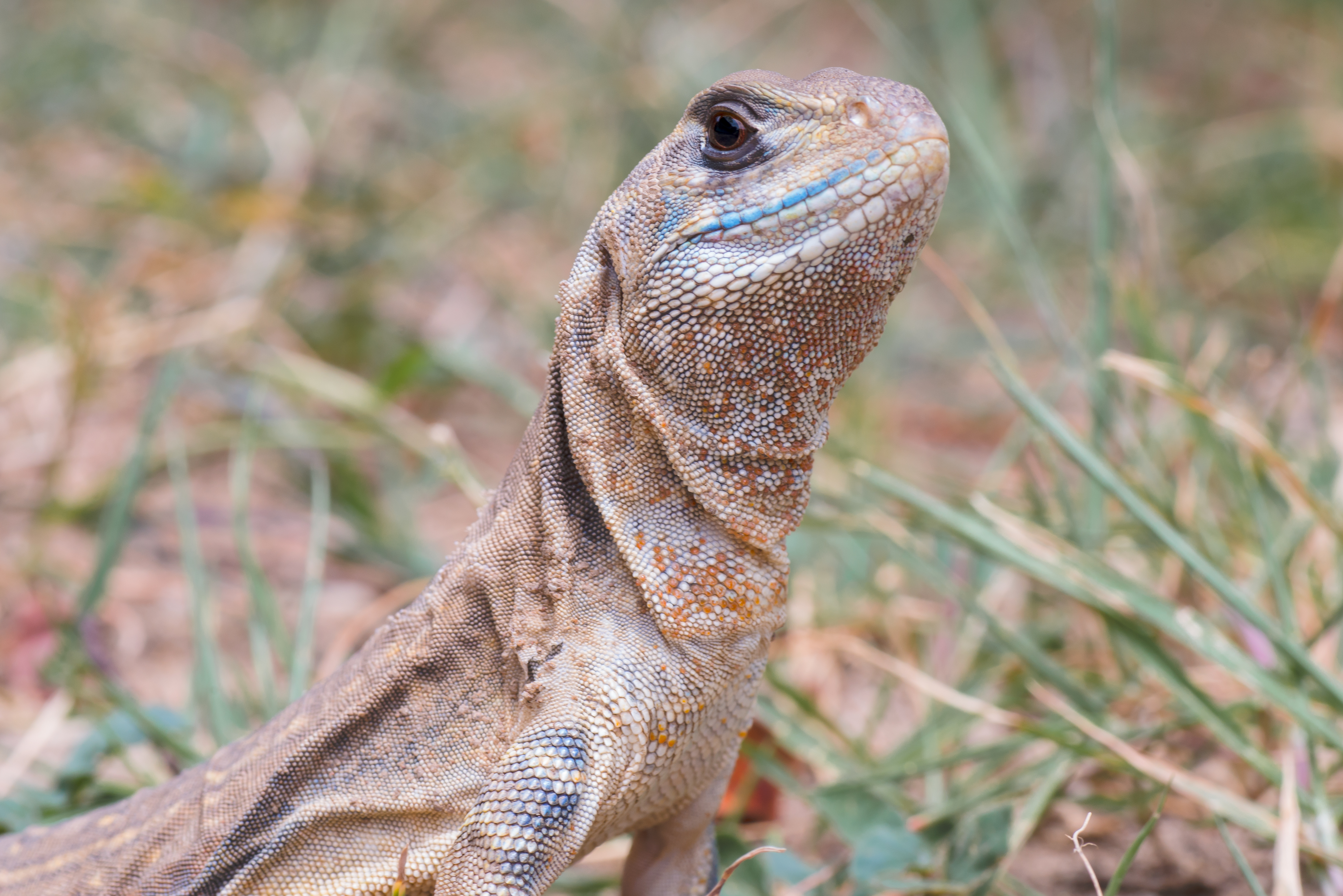
Agame leiolepis belliana

Dans les forêts de mangroves et dans les klongs (canaux), en particulier dans les petits klongs aux abords du village de Khao Daeng, les serpents cerberus sont très fréquents. Parmi la dizaine d'autres espèces de serpents présents dans le parc national, on peut en plus par exemple citer le ptyas korros.

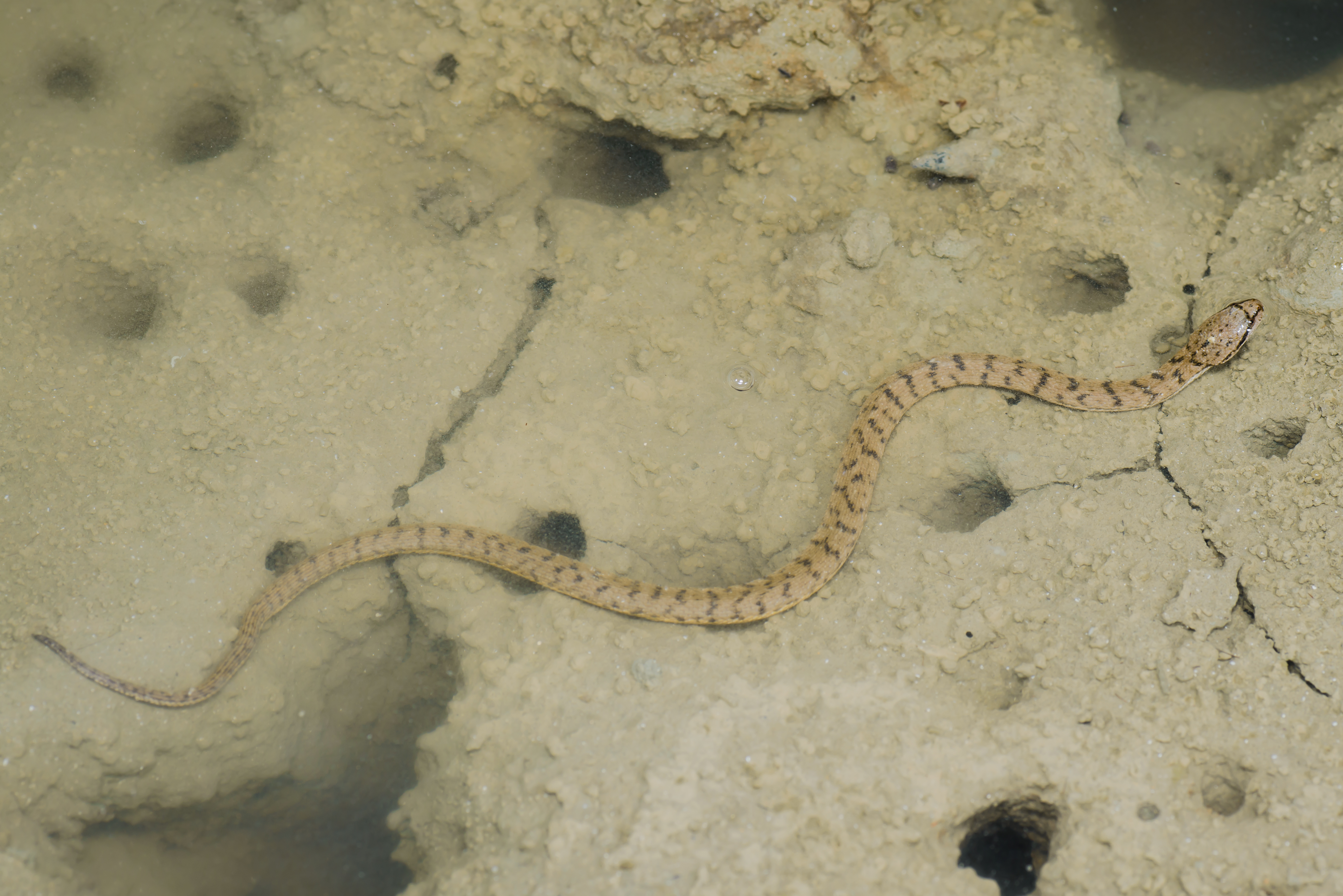
Cerberus
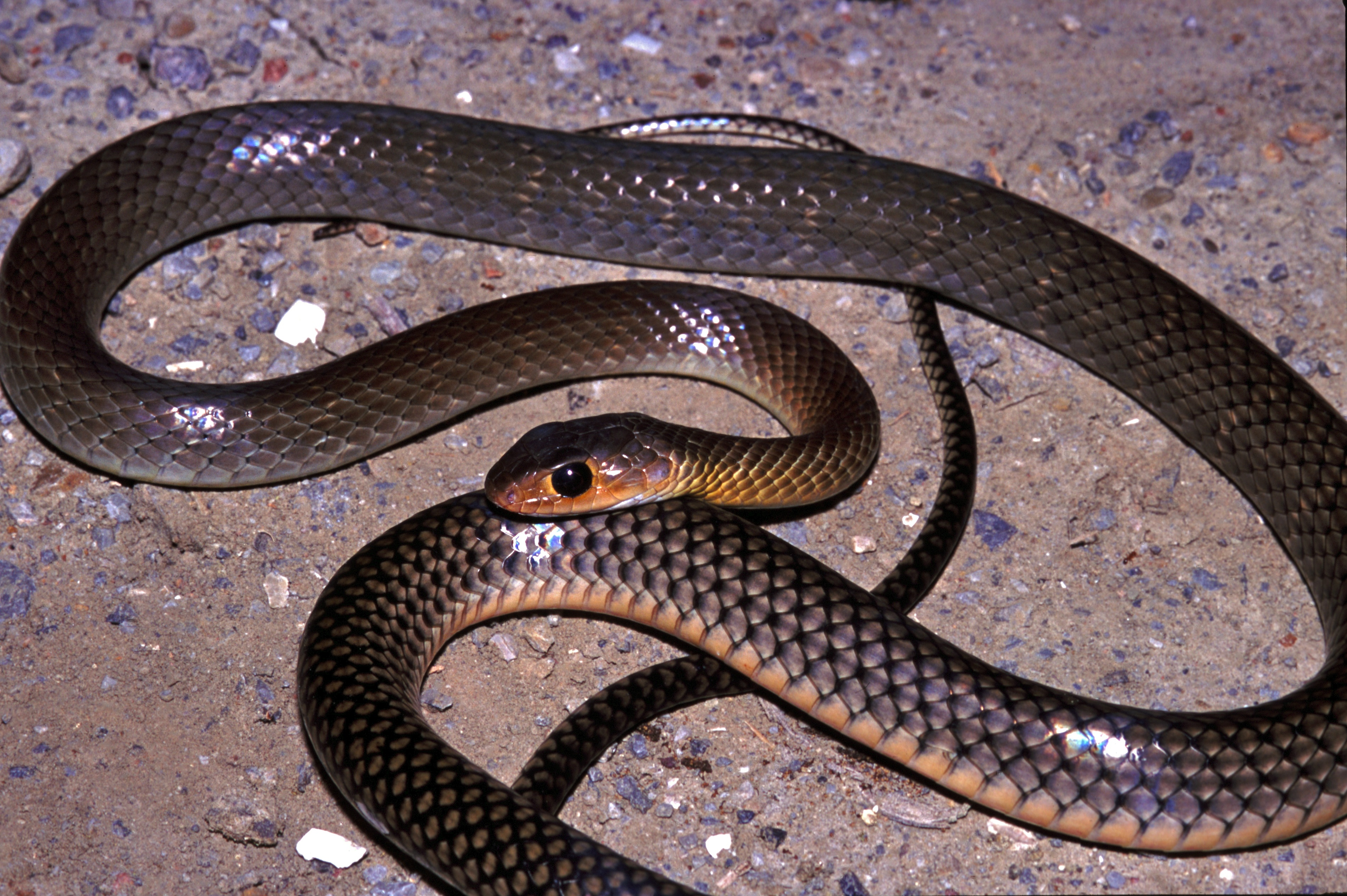
Ptyas korros

### 11 espèces d'amphibiens
Les crapauds et les grenouilles sont nombreux : occidozyga lima et occidozyga martensii ; kaloula mediolineata et kaloula pulchra ; microhyla butleri, microhyla heymonsi et microhyla mukhlesuri ; polypedates megacephalus ; fejervarya moodiei et hylarana erythraea ; crapaud masqué.

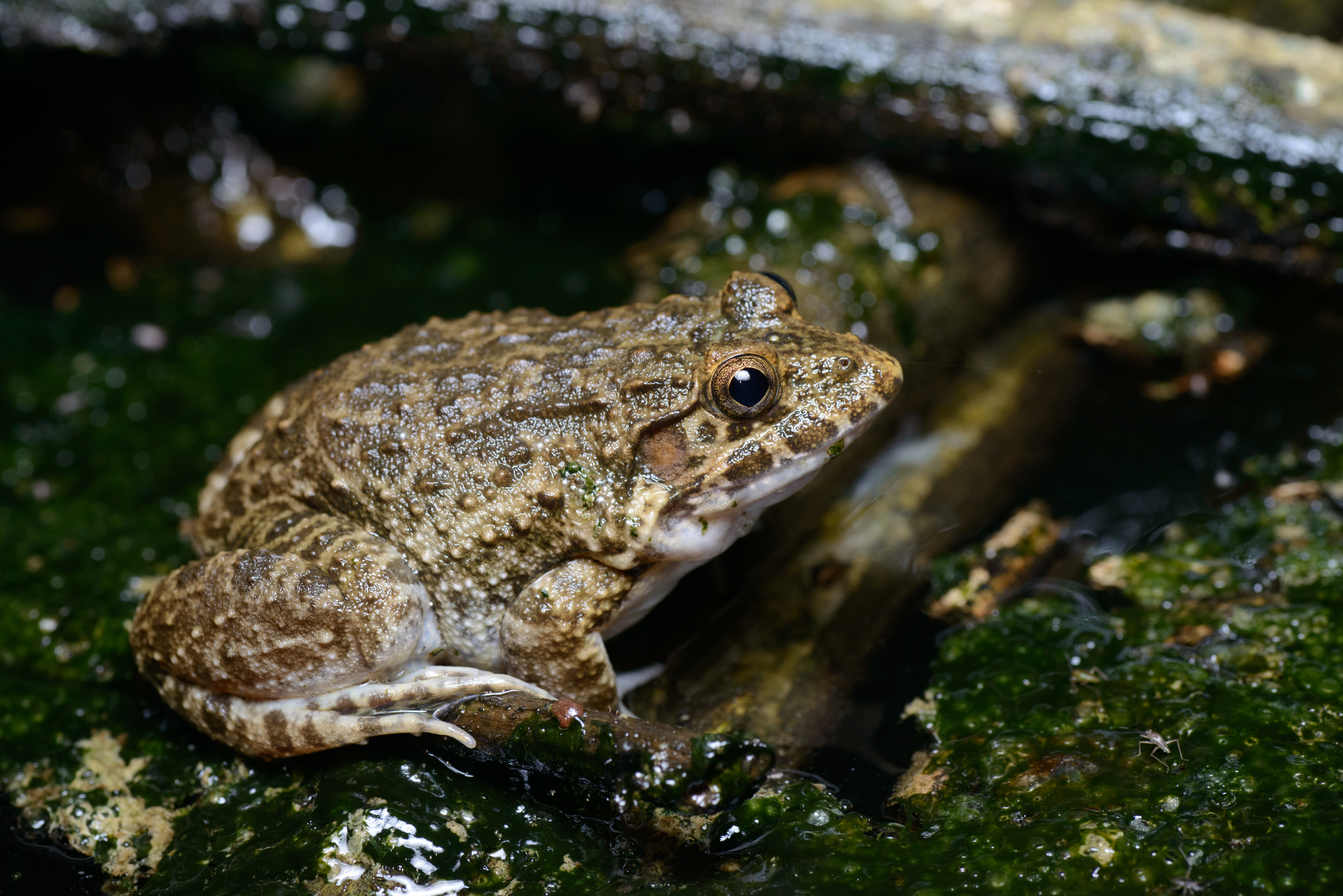
Fejervarya moodiei
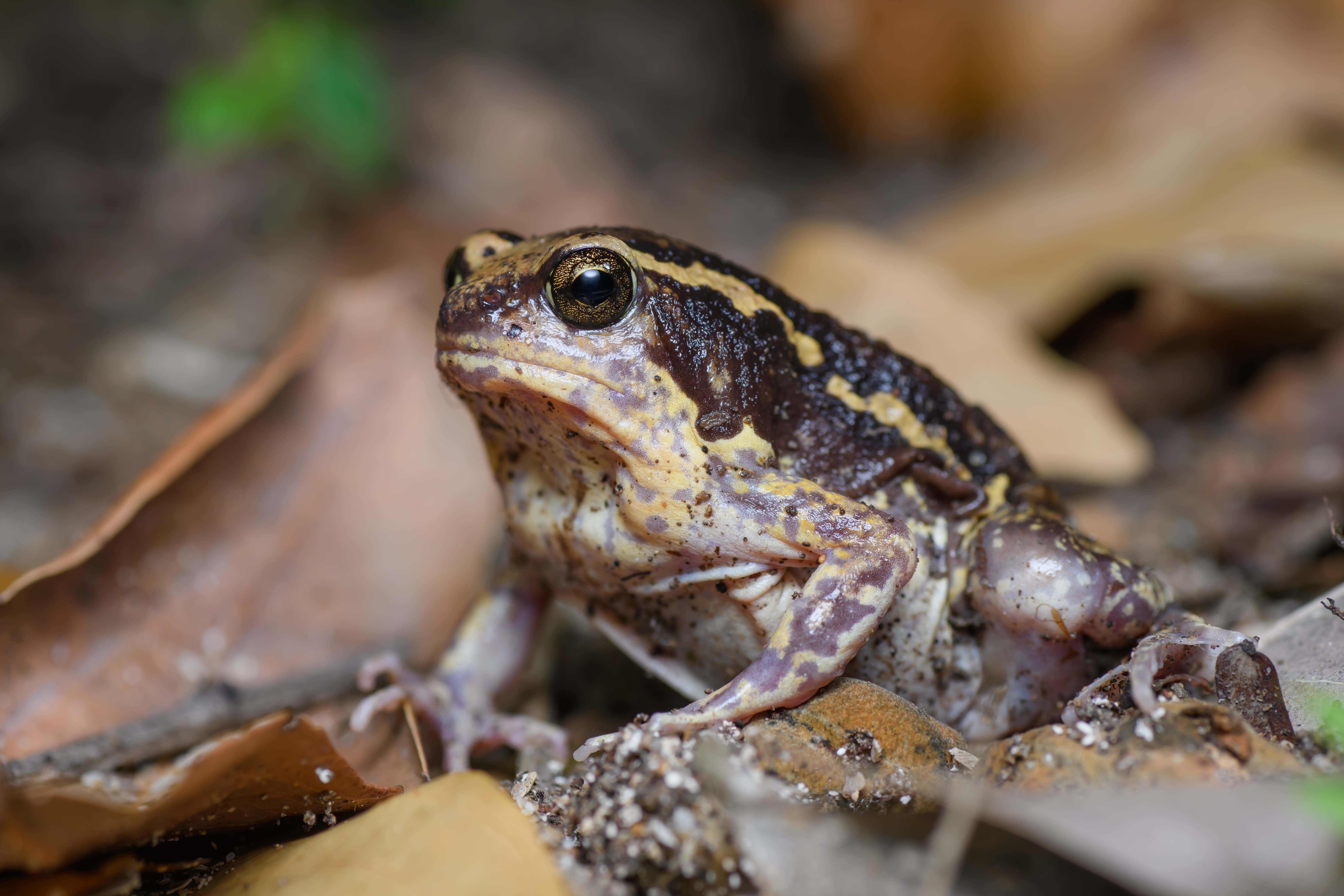
Kaloula mediolineata

### 41 espèces de poissons d'eau douce
Dans les marais, étangs et rivières d'eau douce il y a des cyprinidés dont des ménés, des silures grenouilles (ou poissons-chats marcheurs), des poissons à tête de serpent channa striata, des anguilles des marais monopterus albus, des tilapias sarotherodons et bien d'autres poissons.

### Des espèces de poissons d'eau saumâtre des mangroves
On trouve dans les mangroves des poissons tel le poisson grenouille periophtalmus...

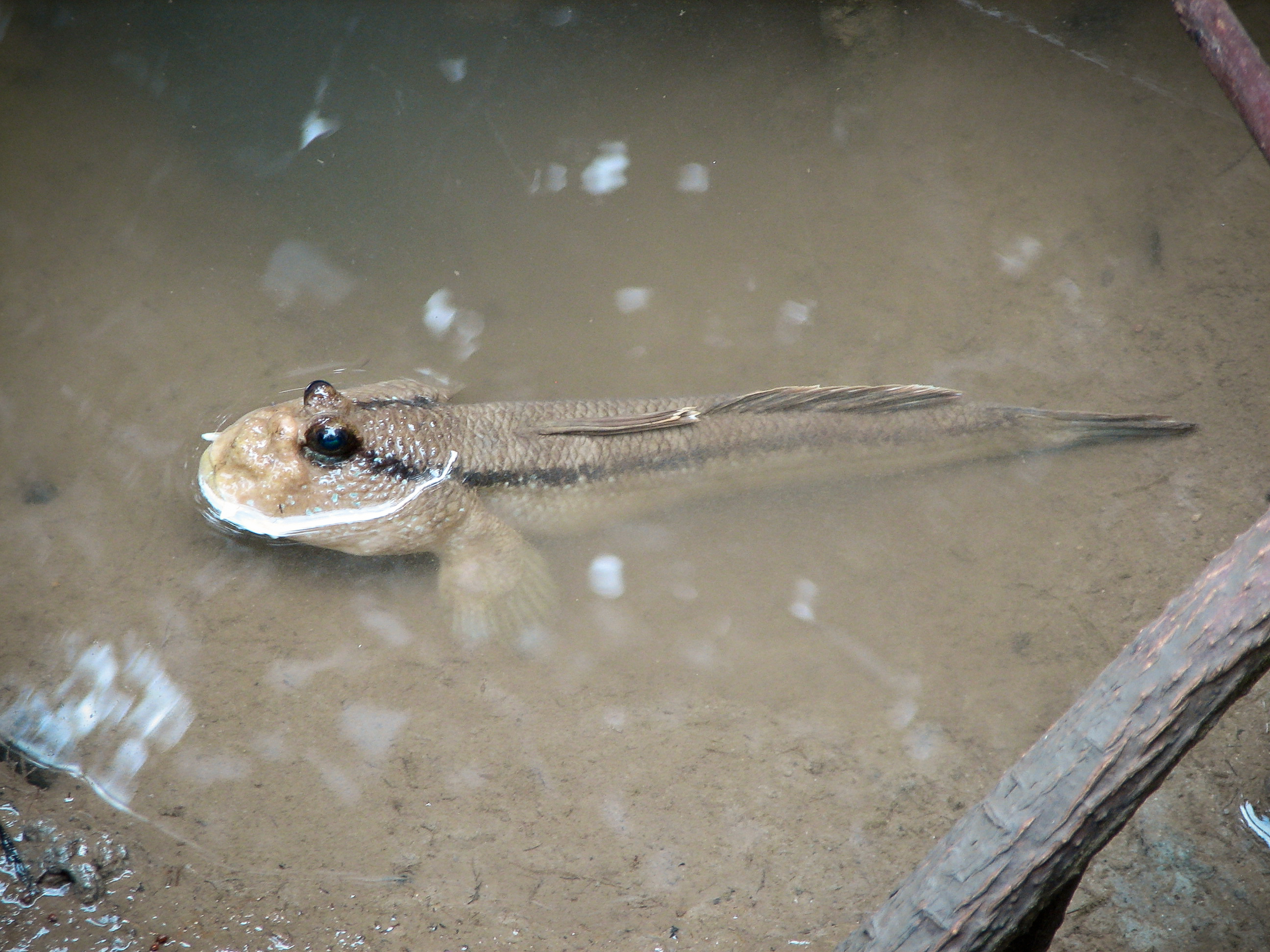
Periopthalmus spilotus dans l'eau
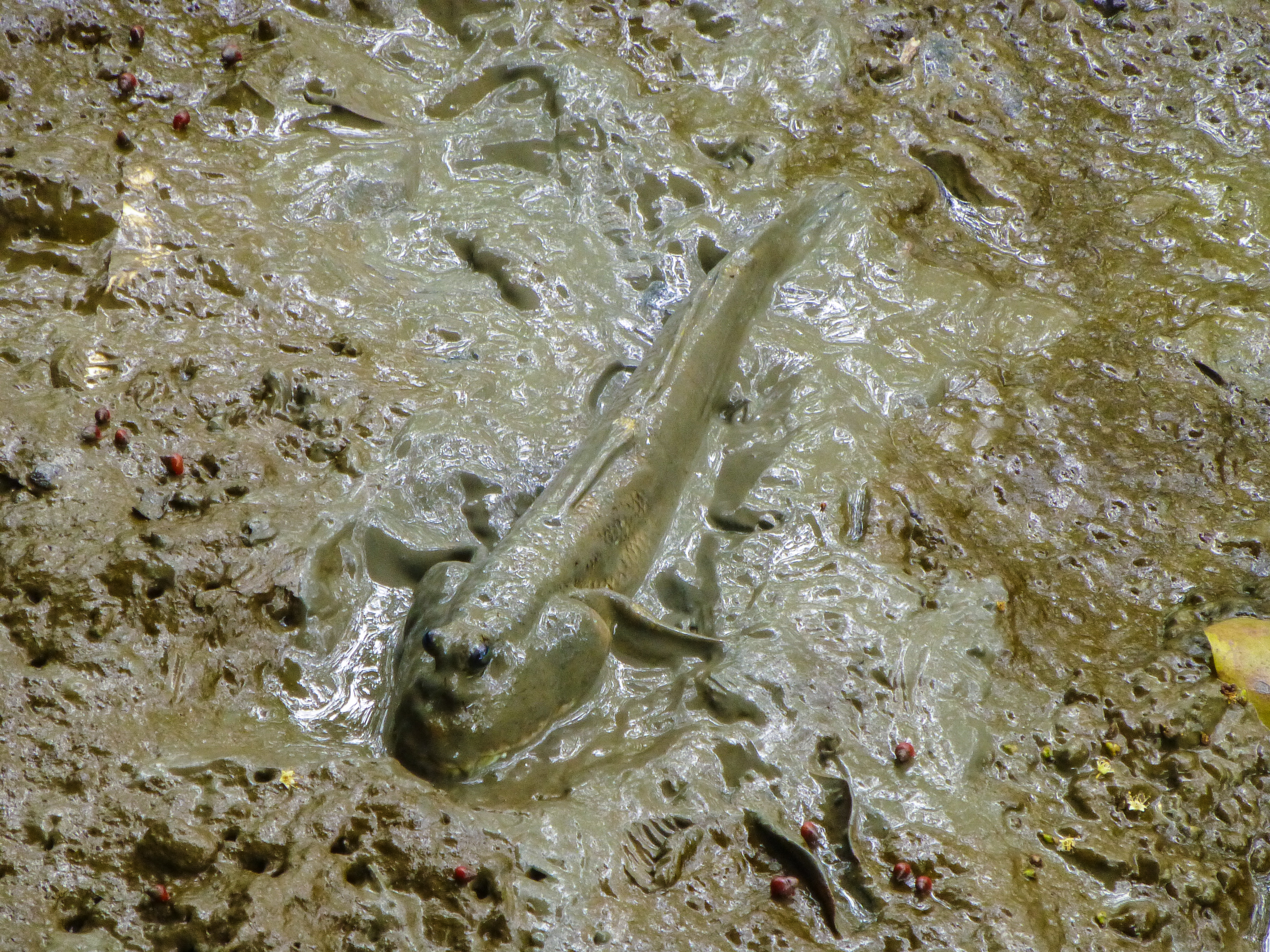
Periophtalamus dans la vase
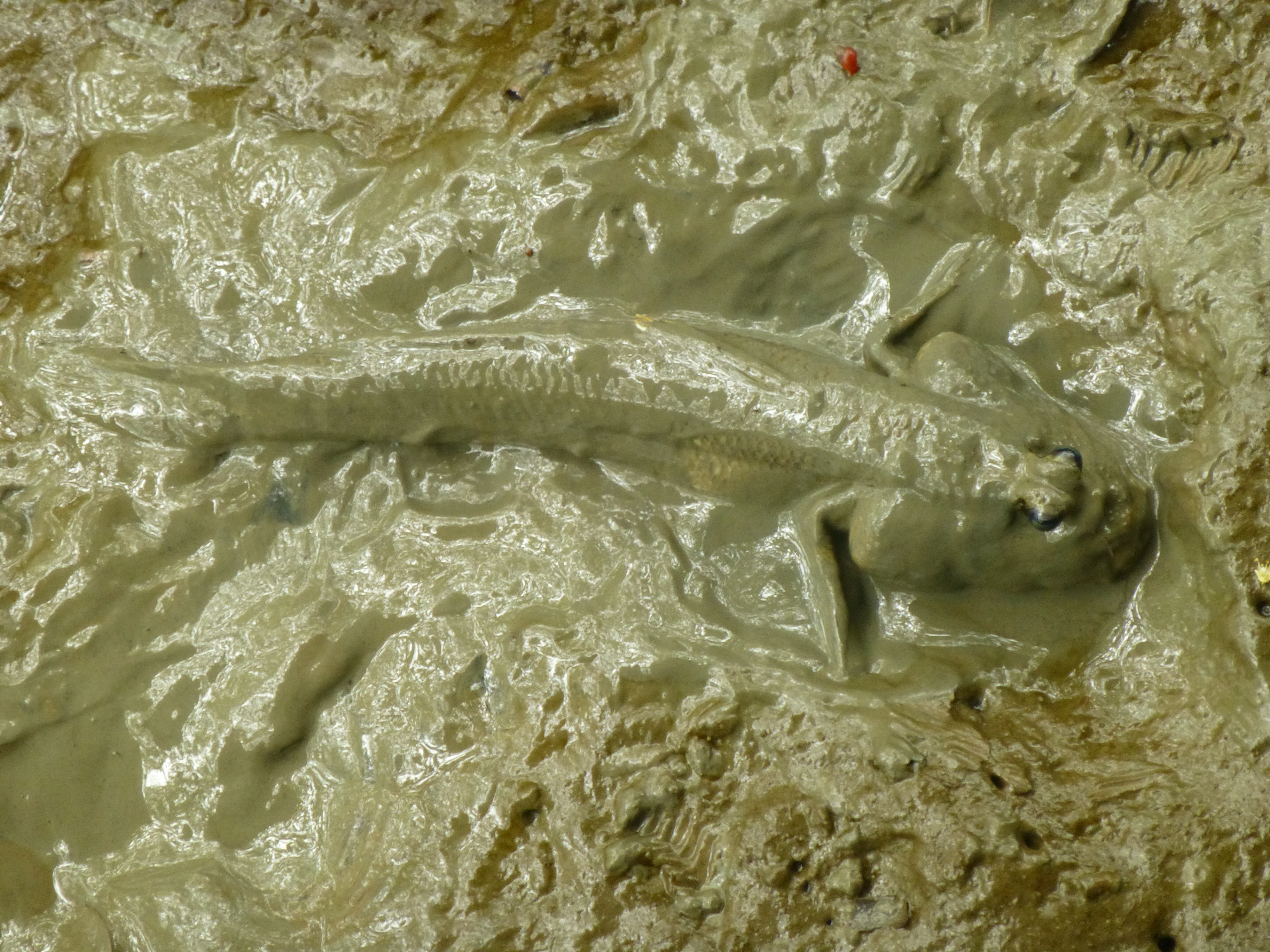
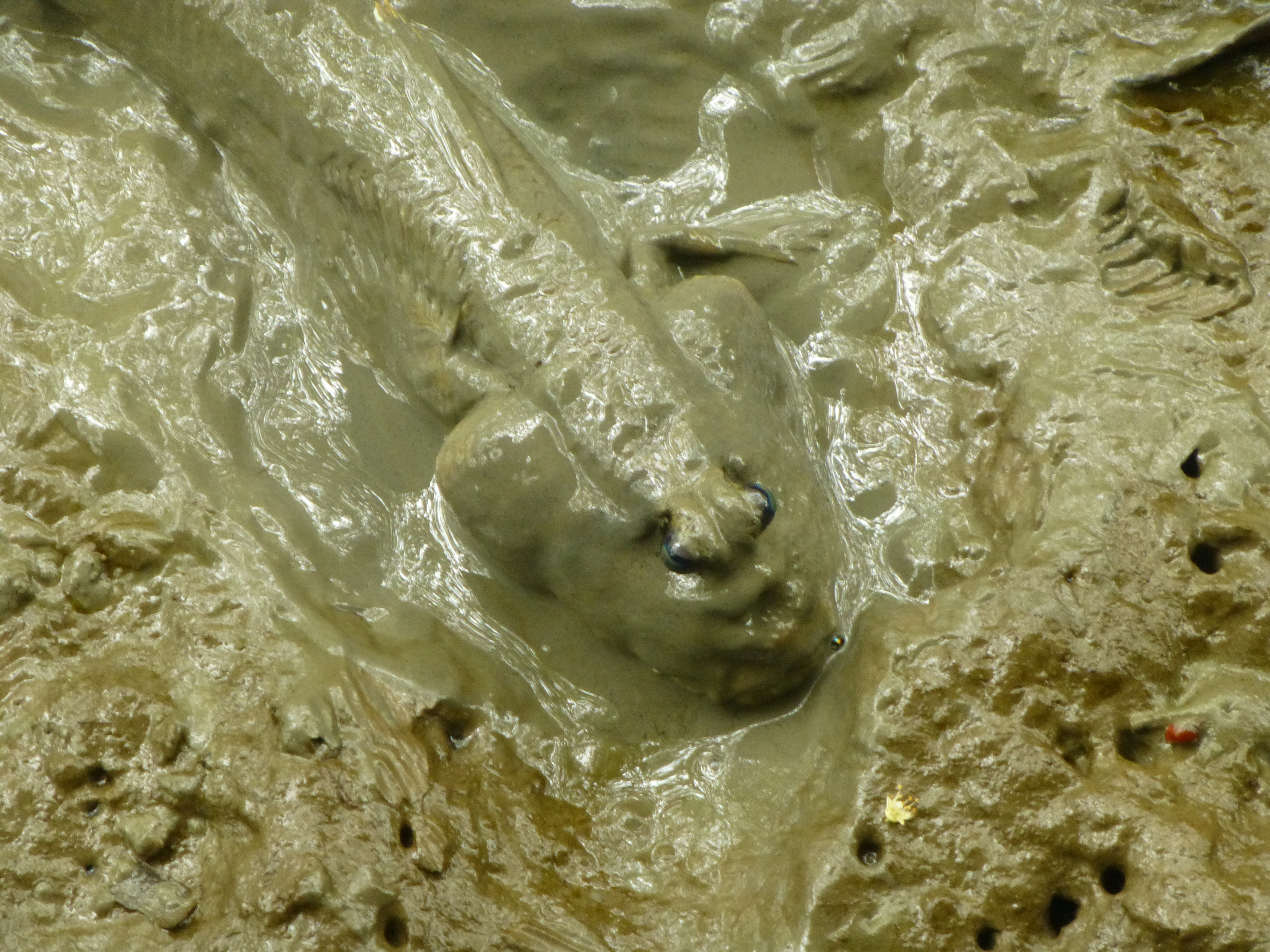

### Des espèces de crabes sur la plage et dans les mangroves

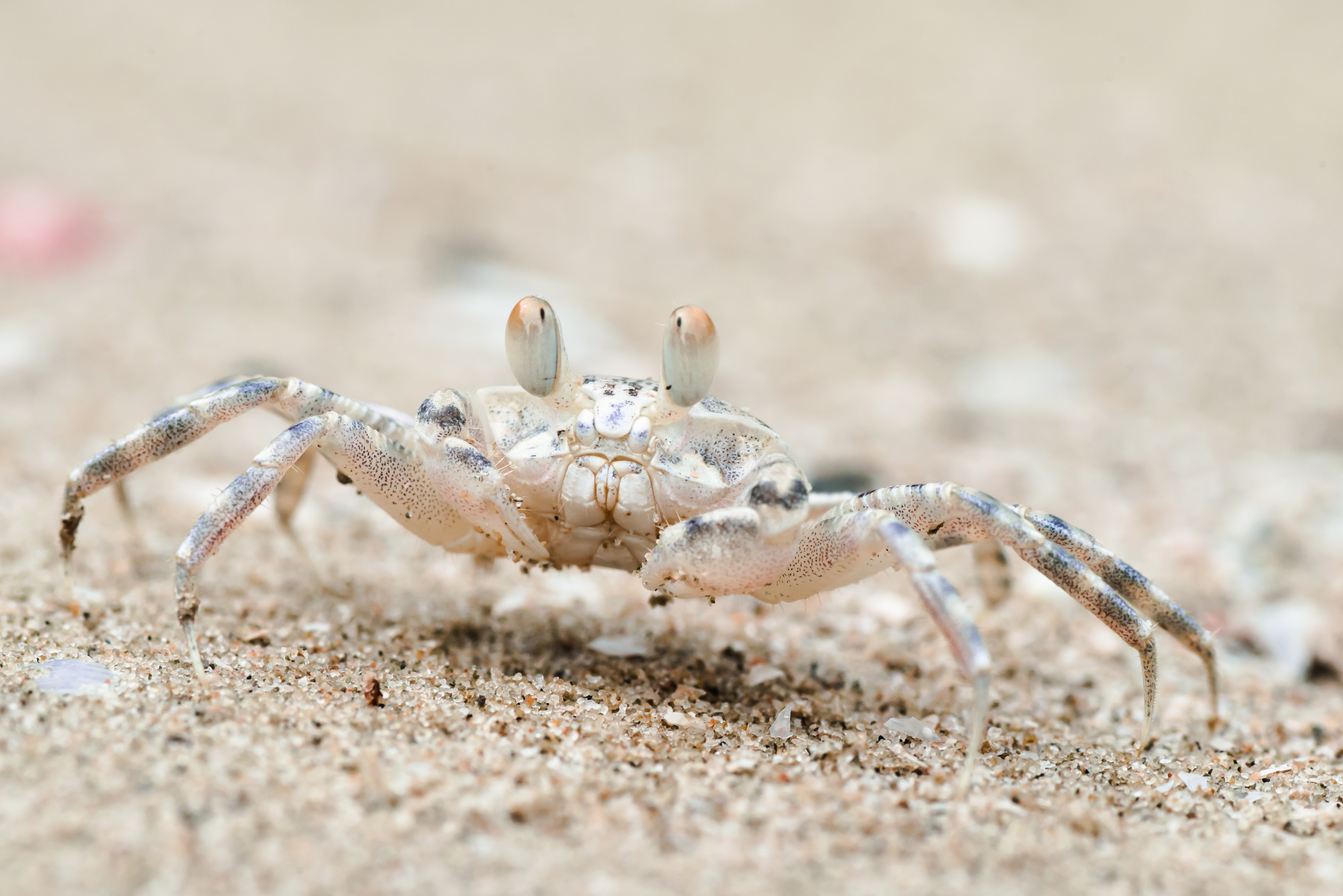
Crabe des sables
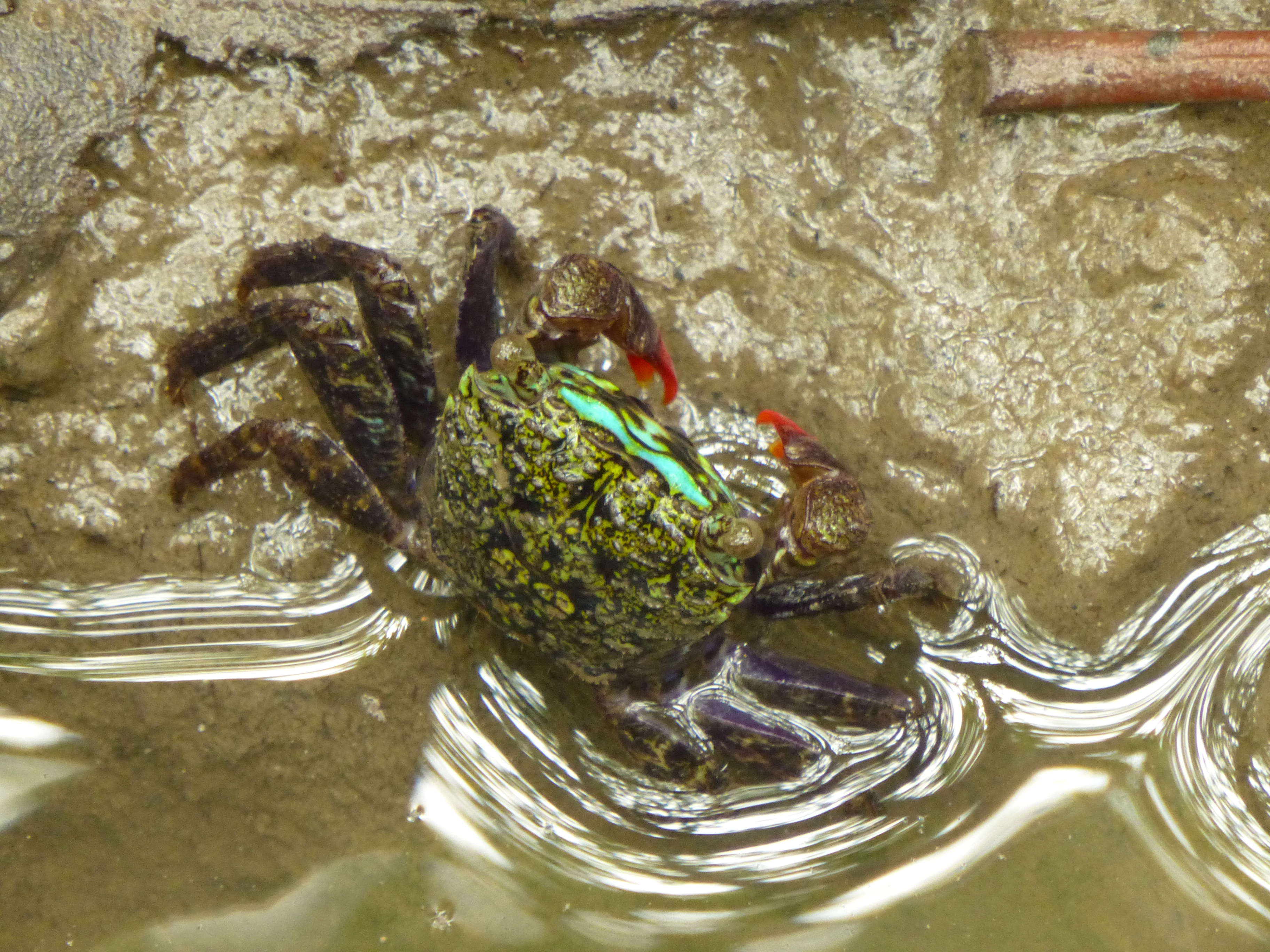
Crabe des mangroves
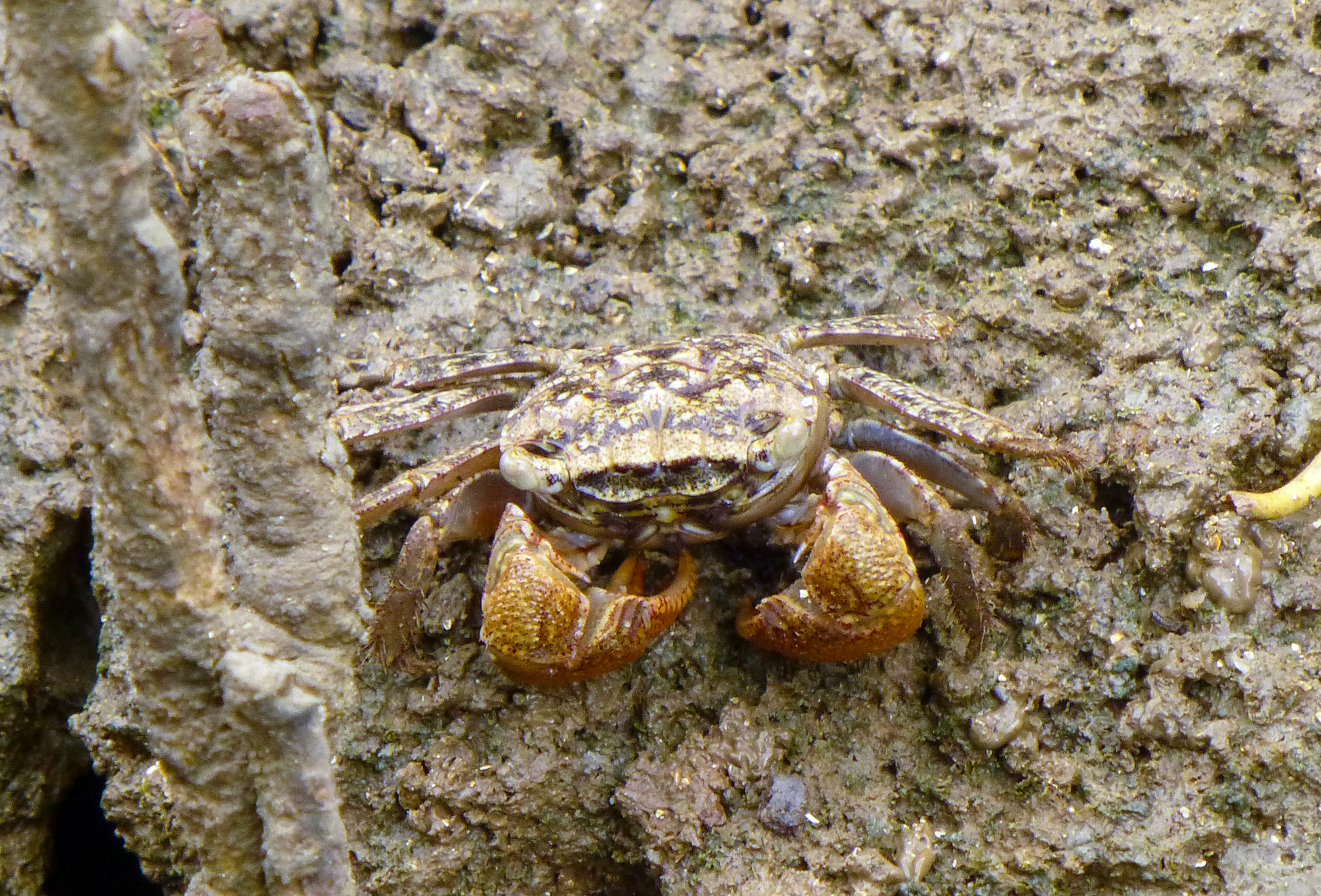
Crabe
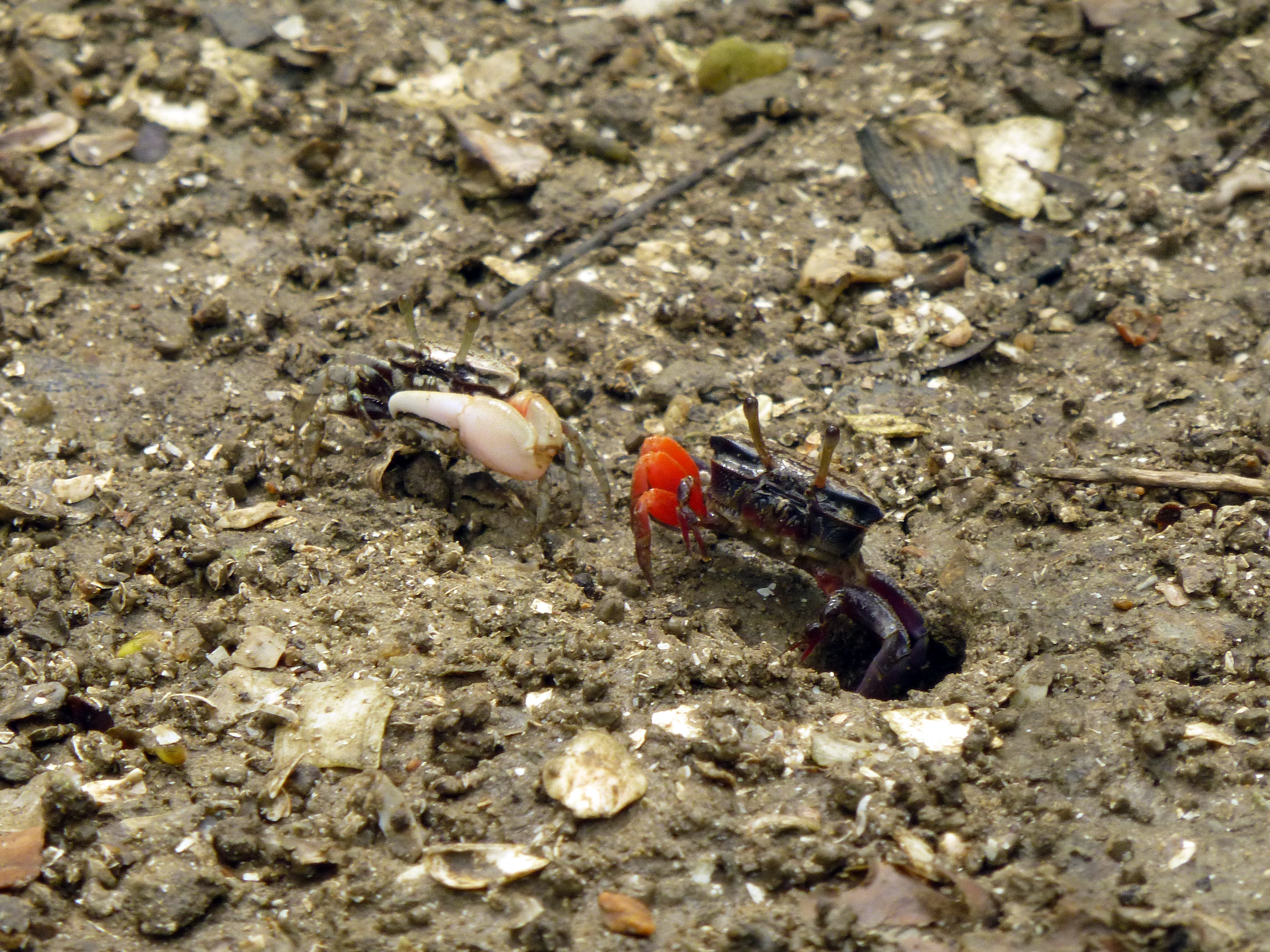
Crabe
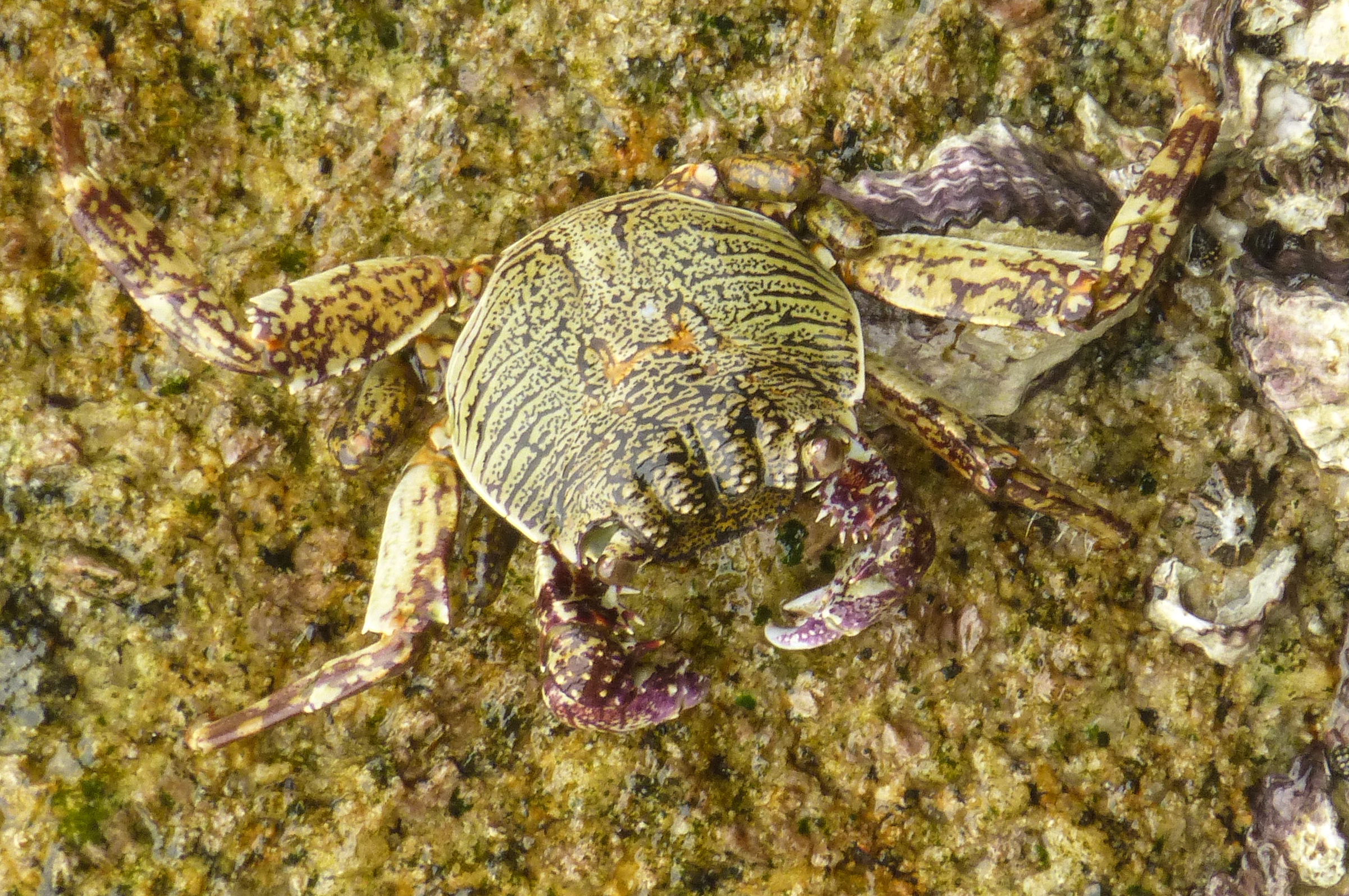
Crabe